# 1964
Het jaar 1964 is een jaartal volgens de christelijke jaartelling.

## Gebeurtenissen
januari
- 1 - In Amsterdam wordt mr. Tetje de Jong de eerste vrouwelijke politiecommissaris van Nederland.
- 3 - Het Amerikaanse weekblad Time roept ds. Martin Luther King uit tot man van het jaar 1963.
- 4 - De geruchtmakende uitzending "Beeldreligie" in de VARA-serie Zo is het toevallig ook nog eens een keer. In de weken erna wordt Mies Bouwman, een van de medewerksters, bedreigd. Andere deelnemers uit die tijd waren o.a. Yoka Berretty, Jan Blokker, Dimitri Frenkel Frank en Joop van Tijn.
- 12 - De democratisch gekozen regering en sultan van het Sultanaat Zanzibar worden met een staatsgreep omvergeworpen en de Volksrepubliek Zanzibar en Pemba wordt uitgeroepen.
- 16 - Op Broadway gaat de musical Hello, Dolly! in première.
- 22 - Noord-Rhodesië (tegenwoordig Zambia) krijgt zelfbestuur met Kenneth Kaunda als premier.

februari
- 17 - Bij een staatsgreep in Gabon wordt president Gabriël Léon M'ba ten val gebracht door een groep jonge militairen.
- 19 - Franse parachutisten maken een einde aan het militaire bewind in Gabon en herstellen de pro-Franse president M'ba.

maart
- 6 - Cassius Clay laat bekendmaken dat hij voortaan door het leven gaat als Muhammad Ali.
- 7 - Matroos eerste klas Theo van Eijck vliegt ongeautoriseerd in een Grumman S-2 Tracker van Malta naar Libië waar hij politiek asiel vroeg.[1]
- 9 - De eerste Ford Mustang rolt van de band.
- 19 - De Amerikaanse Geraldine "Jerry" Mock vliegt als eerste vrouw in een solovlucht rond de wereld van 19 maart tot en met 17 april.
- 21 - Het Eurovisiesongfestival in Kopenhagen is gewonnen door het liedje 'Non ho l'età', vertolkt door Gigliola Cinquetti.
- 27 - Alaska wordt getroffen door een aardbeving van 9,2 op de schaal van Richter die vier volle minuten duurt. Anchorage wordt zwaar getroffen, maar omdat het gebied zo dunbevolkt is valt het aantal slachtoffers mee.

april
- 1 - Militaire staatsgreep in Brazilië. President João Goulart wordt afgezet.
- 11 - Laatste uitzending door de VARA van het orkest The Ramblers onder leiding van Theo Uden Masman.
- 19 - In Laos ondernemen rechtse groeperingen een staatsgreep.
- 24 - Het beroemde beeld van de kleine zeemeermin in Kopenhagen wordt onthoofd.
- 26 - In Oost-Afrika vormen de Republiek Tanganyika en Volksrepubliek Zanzibar en Pemba samen de nieuwe republiek Verenigde Republiek Tanganyika en Zanzibar.
- 29 - Prinses Irene trouwt te Rome met de Spaanse prins Carlos Hugo van Bourbon-Parma. Voorafgaande aan het huwelijk was Irene in januari 1964 toegetreden tot de Rooms-Katholieke Kerk. Bij het huwelijk waren geen leden van het Koninklijk Huis aanwezig.

mei
- 1 - Esther Ofarim figureert als zeemeermin in de Robinson Crusoe-show van Rudi Carrell.
- 6 - Het Afrikaanse Nyasaland krijgt zijn onafhankelijkheid onder de naam Malawi.
- 26 - Oprichting van de Palestijnse Bevrijdingsorganisatie PLO.
- mei - In de Engelse badplaatsen gaan Mods en Rockers elkaar te lijf en worden ze in groten getale gearresteerd.

juni
- 6 - The Beatles treden op in de veilinghallen te Blokker. Het is hun enige Nederlandse concert.
- 11 - De zwarte leider Martin Luther King wordt in St. Augustine (Florida) gearresteerd als hij een maaltijd bestelt in een restaurant "alleen voor blanken".
- 12 - De Zuid-Afrikaanse activist en Afrikaans Nationaal Congresleider Nelson Mandela wordt veroordeeld tot een levenslange gevangenisstraf op Robbeneiland.
- 19 - Oprichting van profvoetbalclub Cambuur Leeuwarden.
- 21 - Spanje wint het EK voetbal door in de finale titelverdediger Sovjet-Unie met 2-1 te verslaan.
- juni - De geboren Koreaan Masutatsu Oyama richt in Tokio de International Karate Organisation op.

juli
- 1 - Heinrich Lübke wordt in West-Berlijn door een grote meerderheid van de Bondsvergadering als president van de Bondsrepubliek Duitsland herkozen. De DDR en de Sovjet-Unie noemen het een provocatie om de verkiezing te houden in West-Berlijn, dat een speciale status heeft sinds de Tweede Wereldoorlog.
- 3 - De Civil Rights Act in de Verenigde Staten verbiedt discriminatie.

augustus
- 1 - Tijdens de trainingen voor de Grote Prijs van Duitsland op de Nürburgring bij Keulen verongelukt de Nederlandse coureur Carel Godin de Beaufort.
- 2 - De Amerikaanse torpedobootjager Maddox wordt in de Golf van Tonkin bij de kust van Noord-Vietnam beschoten. (zie Tonkin-incident)
- 15 - De eerste uitzending van REM-tv, de piraat die uitzendt vanaf de Noordzee.
- 16 - baptistenpredikant en mensenrechtenstrijder Martin Luther King leidt in de RAI in Amsterdam een kerkdienst, die in vele landen op televisie wordt uitgezonden.
- 24 - Honderdduizenden Italiaanse communisten wonen in Rome de begrafenis bij van hun gestorven leider Togliatti.
- 27 - In Zuid-Vietnam neemt een driemanschap onder leiding van generaal Duong Van Minh de macht over terwijl het massaprotest doorgaat.

september
- 3 - Amerikaans president Lyndon B. Johnson ondertekent de Wilderness Act.
- 6 - Jan Janssen wordt in Sallanches wereldkampioen wielrennen.
- 11 - Bij de afsluiting van de tweede Arabische topconferentie erkennen de deelnemende landen de nieuwe PLO als de vertegenwoordiger van het Palestijnse volk.
- 21 - Malta wordt onafhankelijk.
- 22 - Op Broadway gaat de musical Fiddler on the Roof in première.
- 24 In Nederland en België wordt het landelijk net voor semafonie in gebruik genomen.

oktober
- 1 - Eerste officiële uitzending op het Tweede Nederlandse televisiekanaal, kortweg Nederland 2.
- 1 - De eerste Shinkansen wordt in gebruik genomen tussen Tokio, Nagoya en Osaka. De Tokaido Shinkansen rijdt met 200 kilometer per uur.
- 3 - De Twentsche Bank en de Nederlandsche Handel-Maatschappij fuseren. De nieuwe onderneming heet Algemene Bank Nederland.
- 10 - Opening van de Olympische Zomerspelen in Tokio.
- 12 - Lancering van de Russische Voschod 1, eerste ruimtevlucht met een meerkoppige bemanning.
- 15 - Bij een paleiscoup in het Kremlin wordt Nikita Chroesjtsjov afgezet. Hij wordt vervangen als partijleider door Leonid Brezjnev en als premier door Aleksej Kosygin.
- 16 - Labour komt weer aan de macht in het Verenigd Koninkrijk. Eerste minister wordt Harold Wilson.
- 21 - 30 - In een plotselinge uitbarsting van volkswoede wordt in "tien dagen die Soedan doen schudden" het militaire bewind van generaal Ibrahim Abboud ten val gebracht en komt de regering in handen van burgerlijke partijen.
- 22 - De Franse schrijver Jean-Paul Sartre weigert de Nobelprijs voor de literatuur in ontvangst te nemen omdat hij bang is, dat de prijs hem van zijn vrijheid zal beroven door hem op een voetstuk te plaatsen.
- 24 - Noord-Rhodesië, dat in januari zelfbestuur heeft gekregen, wordt als Zambia een onafhankelijke staat.
- 29 - Frankrijk dreigt de NAVO te verlaten.
- 30 - Voor het eerst gaat de Berlijnse Muur even open om inwoners van West-Berlijn de gelegenheid te geven hun familieleden in Oost-Berlijn te bezoeken.
- oktober - Tine s'Jacob-des Bouvrie, oud-wethouder in Wassenaar, wordt benoemd tot burgemeester van Leersum, als tweede vrouw in Nederland.

november
- 3 - Lyndon B. Johnson, sinds de moord op John F. Kennedy in 1963 al president van de Verenigde Staten, wint de presidentsverkiezingen.
- 15 - Johan Cruijff debuteert met een goal voor Ajax.
- 25 - In Stanleystad (Kongo) worden 26 missionarissen door Simba's vermoord.
- 26 - In Wamba (Kongo) worden Mgr. Wittebols en zeven confraters door Simba's vermoord.
- 27 - In Bafwasende (Kongo) worden zeven missionarissen door Simba's vermoord.

december
- 7 - Officiële opening van het Zwolle-IJsselkanaal.
- 8 - Planetoïde 3397 Leyla wordt ontdekt.
- 17 - TV Noordzee, de piraat die sinds 15 augustus uitzendt vanaf het REM-eiland in de Noordzee, wordt uit de lucht gehaald.
- 19 - In Frankrijk wordt de as van de verzetsheld Jean Moulin overgebracht naar het Panthéon.

zonder datum
- Het Bezuidenhout in Den Haag krijgt als eerste wijk in Nederland een Centraal Antenne Systeem, waardoor ook buitenlandse televisiezenders kunnen worden ontvangen. Het CAS is de voorloper van de kabelomroep.
- In Rennes, Bretagne wordt een schat aan munten van voor het jaar 924 gevonden.
- VN-troepen geïnstalleerd op Cyprus.
- Kees van Kooten en Wim de Bie debuteren in het radioprogramma Uitlaat (van de VARA) als de Klisjeemannetjes.

- Bioscoopjournaal uit 1964. Vlootschouw van de vissersvloot van Wieringen tijdens de visserijdagen te Den Oever. Vervolgens wordt er een demonstratie gegeven van de reddingsbrigade.

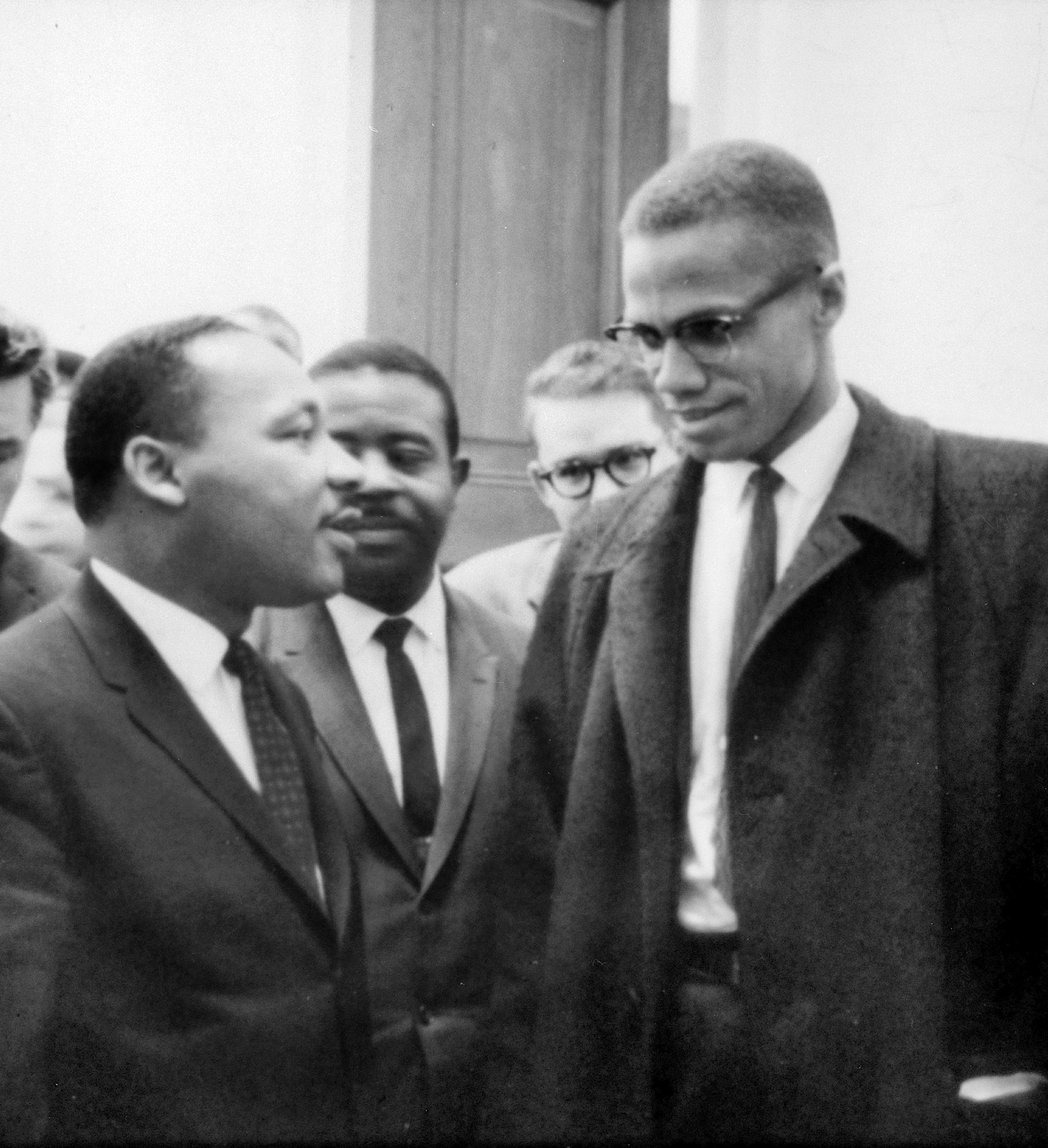
Martin Luther King en Malcolm X ontmoeten elkaar voor een persconferentie, beide mannen waren naar de senaat gekomen om te luisteren naar het debat over de "Civil Rights Act", 26 maart 1964
- Bioscoopjournaal uit 1964. Wedstrijd zandkastelen bouwen voor kinderen op het strand van Scheveningen.
- Bioscoopjournaal uit 1964. De Westfriese Flora in Bovenkarspel, met div. bloemen, o.a. tulpen, hyacinten, gerbera's, fresia's en primula's.
- Bioscoopjournaal uit 1964. Noord-Europese waterskikampioenschappen op de Bosbaan te Amsterdam. Met Anderson uit Zweden en Robin Beckett uit Groot-Brittannië bij de slalom. Anne Wilton uit Groot-Brittannië wordt tweede bij de figuren. Karl Heinz Benzinger wint het schansspringen van Ben Woltering.
- Bioscoopjournaal uit april 1964. De verpakkingsbeurs 'Macropak' in de RAI te Amsterdam.
- Bioscoopjournaal uit februari 1964. Voor de aanleg van de nieuwe verkeersweg door Etten-Leur wordt een huis 22 meter verplaatst over met vet ingesmeerde balken.

## Muziek

### Populaire muziek
- The Beatles - Beatles For Sale

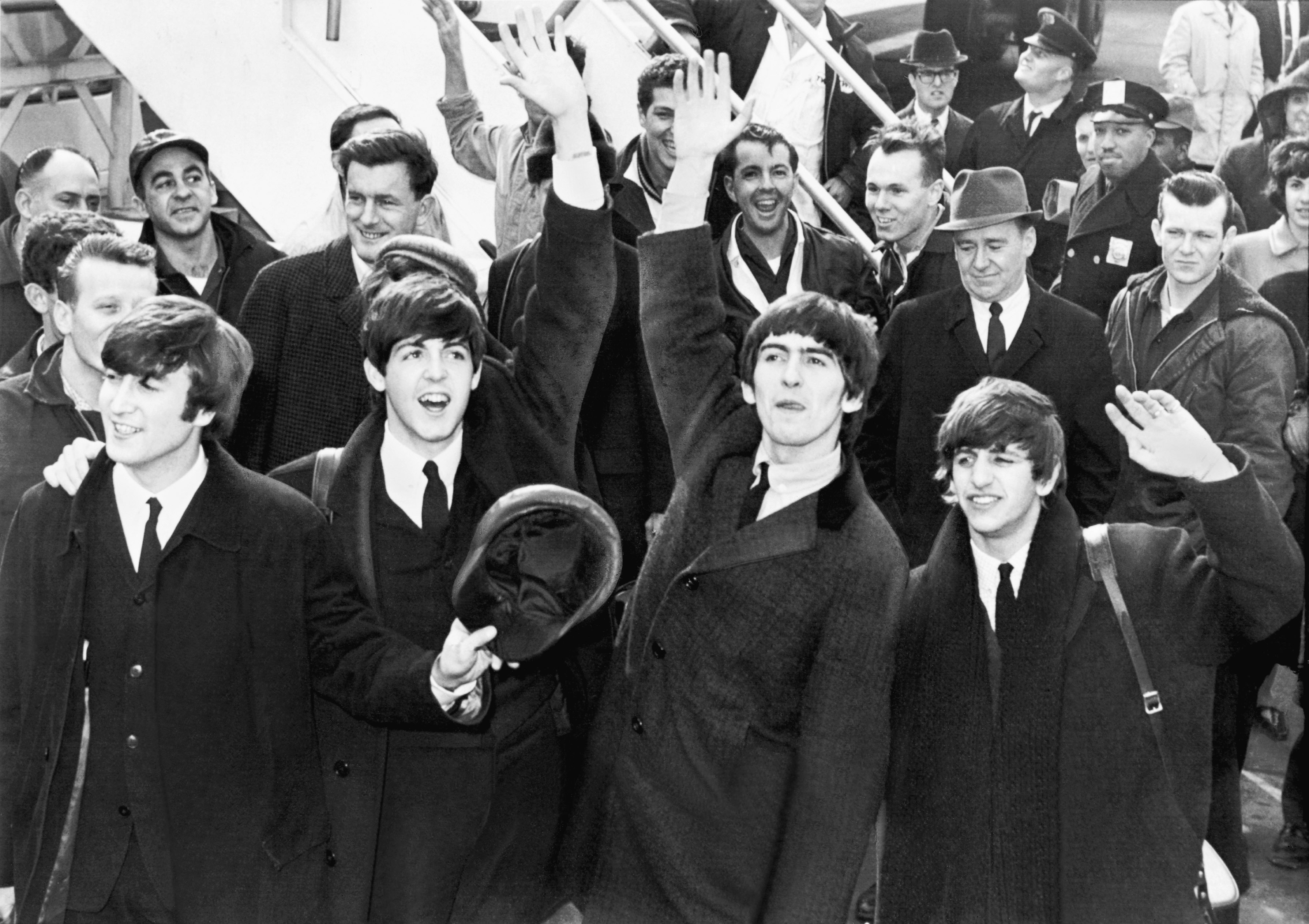
Beatlemania

- The Rolling Stones - The Rolling Stones

De volgende platen worden grote hits:
- Adamo - Quand Les Roses en Vous Permettez Monsieur
- The Animals - The House of The Rising Sun
- Astrud & João Gilberto met Stan Getz: The Girl From Ipanema
- Charles Aznavour - La Mamma; Hier encore
- The Beatles - A Hard Day's Night, All My Loving, Can't Buy Me Love, I Want to Hold Your Hand en She Loves You
- Cilla Black - You're My World
- Cliff Richard - Constantly en Maria no Mas
- Corry Brokken - La Mamma
- The Dave Clark Five - Glad All Over
- Esther en Abi Ofarim - One More Dance
- Françoise Hardy - Only Friends en Tous Les Garçons et Les Filles
- Gert Timmerman - Nimm Deine Weisse Gitarre
- Gigliola Cinquetti - Non ho l'età (per Amarti)
- Jim Reeves - I Love You Because
- Johnny Hallyday - Pour Moi la Vie va Commencer en Tes Tendres Annees
- Los Indios Tabajaras - Maria Elena
- Louis Armstrong - Hello, Dolly!
- Ronny - Oh My Darling Caroline
- Roy Orbison - It's Over
- Sandie Shaw - Allways something there to remind me
- Siw Malmkvist - Liebeskummer Lohnt Sich Nicht
- Sœur Sourire - Dominique
- The Rolling Stones - It's All Over Now
- Trini Lopez - America en If I Had a Hammer
- Willeke Alberti - De Winter Was Lang en Spiegelbeeld

### Klassieke muziek
- 26 februari: Pianosonate nr. 6 van Mieczysław Weinberg
- 30 april: Concert voor dwarsfluit en strijkorkest van Johan Kvandal
- 10 mei: Cantata in honorem Almae Matris Universitatis Iagellonicae sescentos abhinc annos fundatae van Krzysztof Penderecki is voor het eerst te horen
- 21 mei: Sinfonia concertante van Malcolm Williamson is voor het eerst te horen
- 1 juni: Pianoconcert nr. 3 van Malcolm Williamson is voor het eerst te horen
- 4 november: Aria, cadenza e finale van Johan Kvandal is voor het eerst te horen
- 5 november: Symfonie nr. 4 van Pierre Wissmer is voor het eerst te horen
- 26 november: Requiem voor Nietzsche van Vagn Holmboe is voor het eerst te horen
- 11 december: Symfonie nr. 2 van Mieczysław Weinberg is voor het eerst te horen nadat het achttien jaar op de plank had gelegen

## Beeldende kunst

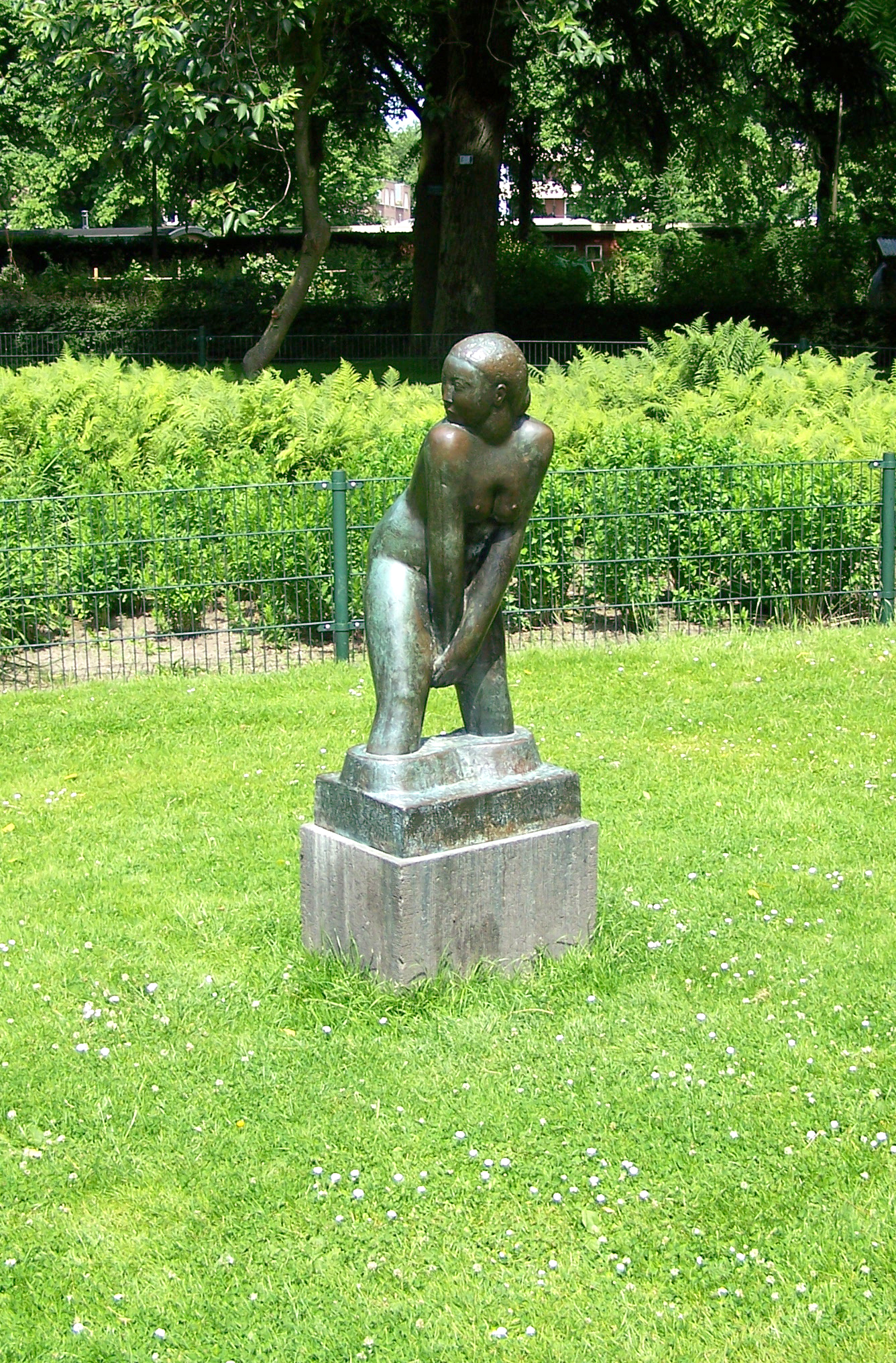
Suzanna (1964) Oscar Jespers, Utrecht
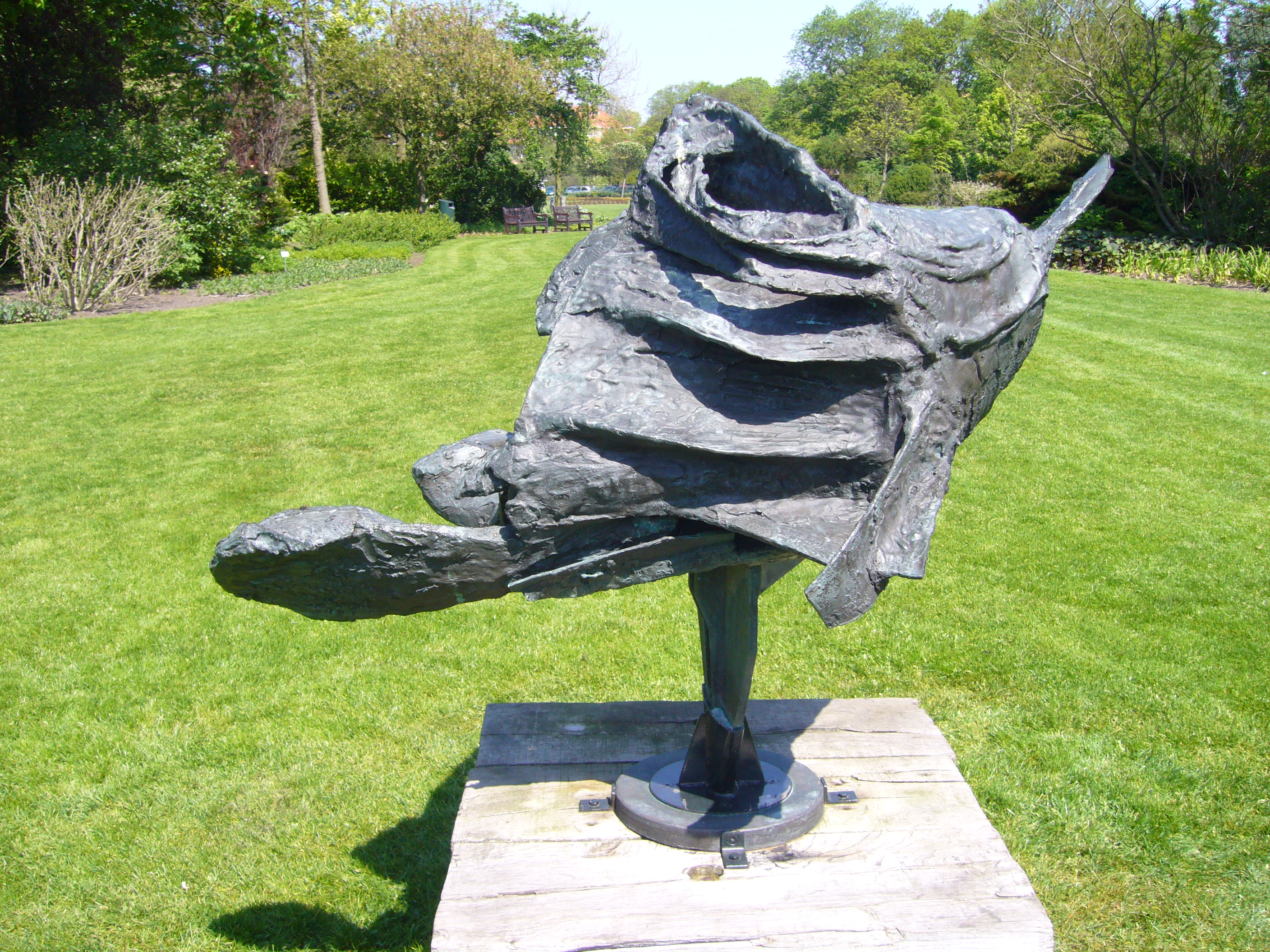
Omarming (1964) Wessel Couzijn, Westbroekpark, Den Haag

## Bouwkunst
- In Kristiansund, Noorwegen, komt de Kirkelandet kirke van de Noorse architect Odd Østbye gereed

## Geboren

### januari

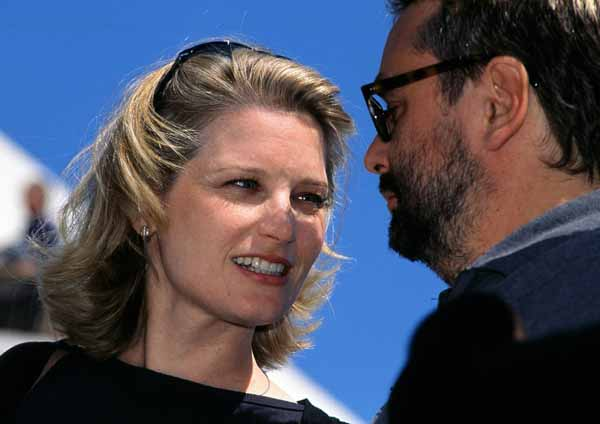
27 januari: Bridget Fonda

- 1 - Carlos Rodríguez, Argentijns tennisser en tenniscoach
- 2 - David Lavaux, Belgisch politicus
- 3 - John Bogers, Nederlands wielrenner
- 3 - Jan Robbins, Welsh dartster
- 4 - David Bowe, Amerikaans acteur
- 4 - Aleksandr Fadejev, Russisch kunstschaatser
- 5 - Michel Kleinjans, Belgisch zeiler
- 5 - Jan van der Rassel, Nederlands darter
- 6 - Davide Ballardini, Italiaans voetballer en voetbalcoach
- 6 - Jacqueline Moore, Amerikaans professioneel worstelaar
- 6 - Bas van Werven, Nederlands journalist en presentator
- 7 - Nicolas Cage, Amerikaans acteur
- 7 - Raf Wyns, Belgisch atleet
- 11 - Torstein Aagaard-Nilsen, Noors componist
- 12 - Jeff Bezos, Amerikaans ondernemer en investeerder (amazon.com)
- 12 - Jeroen Prins, Nederlands kunstrijder
- 13 - Jan de Bas, Nederlands historicus en dichter
- 13 - Penelope Ann Miller, Amerikaans actrice
- 13 - Claus Nielsen, Deens voetballer
- 14 - Mark Addy, Brits acteur
- 14 - Henk Duut, Nederlands voetballer en voetbalcoach
- 14 - Luc Peetermans, Belgisch politicus
- 14 - Loulou Rhemrev, Nederlands (stem)actrice
- 15 - Karin de Lange, Nederlands atlete
- 17 - Michelle Obama, Amerikaans advocate en vrouw van Barack Obama
- 17 - Andy Rourke, Brits rockmuzikant (overleden 2023)
- 17 - Chris van der Velde, Nederlands golfer en golfcoach
- 18 - Tomas Engström, Zweeds autocoureur
- 18 - Ruud van Rijen, Nederlands muziekproducent
- 20 - Fareed Zakaria, Indiaas-Amerikaans journalist en schrijver
- 21 - Jellie Brouwer, Nederlands journaliste en presentatrice (overleden 2023)
- 24 - Harry Wijnschenk, Nederlands politicus
- 25 - Franci Kek, Sloveens politicus
- 25 - Jack Vreeswijk, Zweeds zanger (zoon van Cornelis Vreeswijk) (overleden 2023)
- 26 - Paul Johansson, Amerikaans acteur
- 26 - Wendy Melvoin, Amerikaans gitariste en singer-songwriter
- 26 - Torkil Nielsen, Faeröers voetballer en schaker
- 27 - Patrick van Deurzen, Nederlands componist
- 27 - Bridget Fonda, Amerikaans actrice
- 27 - Birgit Peter, Duits roeister
- 29 - Jukka Turunen, Fins voetballer
- 30 - Denise Bauer, Amerikaans zakenvrouw en diplomate

### februari

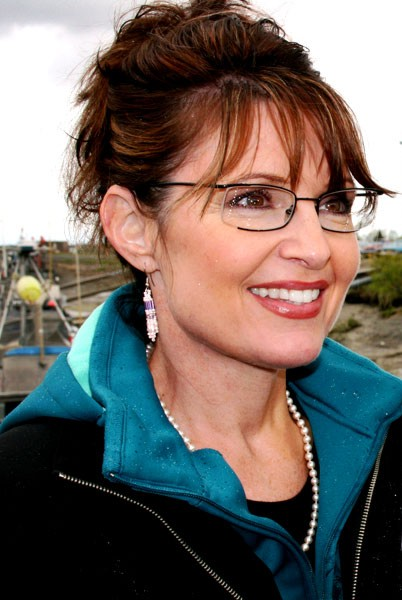
11 februari: Sarah Palin

- 1 - Eli Ohana, Israëlisch voetballer
- 1 - Bugge Wesseltoft, Noors componist
- 2 - Dana Dool, Nederlands actrice
- 2 - Bruno Thoelen, Belgisch voetballer
- 3 - Michael Rummenigge, Duits voetballer
- 4 - Clifford Marica, Surinaams politicus
- 4 - Oleh Protasov, Oekraïens voetballer
- 4 - Steven Vanackere, Vlaams politicus
- 4 - Marc Van Der Linden, Belgisch voetballer
- 5 - Carolina Morace, Italiaans voetbalster en voetbalcoach
- 7 - Bert Wijbenga, Nederlands politicus en bestuurder (VVD); burgemeester van Vlaardingen
- 10 - Roger Reijners, Nederlands voetballer en voetbalcoach
- 11 - Chimène van Oosterhout, Nederlands actrice en televisiepresentatrice
- 11 - Sarah Palin, Amerikaans journaliste en politica
- 13 - Ylva Johansson, Zweeds (euro)politica
- 13 - Erkka Petäjä, Fins voetballer
- 14 - Gianni Bugno, Italiaans wielrenner
- 14 - Rodolfo Torre Cantú, Mexicaans politicus
- 14 - Gustavo Dezotti, Argentijns voetballer
- 14 - Annita van der Hoeven, Nederlands televisiepresentatrice en -producente
- 14 - Sirima, Frans zangeres (overleden 1989)
- 15 - Jos Everts, Nederlands triatleet
- 16 - Raúl Alcalá, Mexicaans wielrenner
- 16 - Bebeto, Braziliaans voetballer
- 16 - Christopher Eccleston, Brits acteur
- 16 - Jetske van Staa, Nederlands radiopresentatrice
- 16 - Hein Vanhaezebrouck, Belgisch voetbaltrainer
- 17 - Raúl Avilés, Ecuadoraans voetballer
- 19 - Kiki Classen, Nederlands actrice
- 19 - Patrick Mühren, Nederlands drummer en muziekproducent
- 20 - Rudi Garcia, Frans voetballer en voetbaltrainer
- 21 - Gretha Tromp, Nederlands atlete
- 22 - Marion Clignet, Frans wielrenster
- 23 - Ronan Vibert, Brits acteur (overleden 2022)
- 24 - Ute Geweniger, (Oost-)Duits zwemster
- 24 - Harry van der Laan, Nederlands voetballer
- 25 - Vladimír Hriňák, Slowaaks voetbalscheidsrechter
- 27 - Thomas Lange, Duits roeier
- 28 - Djamolidin Abdoezjaparov, Oezbeeks wielrenner
- 28 - Lotta Lotass, Zweeds schrijfster
- 28 - Christine Tohmé, Libanees conservator
- 29 - Carmel Busuttil, Maltees voetballer
- 29 - Marek Leśniak, Pools voetballer en voetbalcoach
- 29 - Ellen Pieters, Nederlands actrice en zangeres

### maart

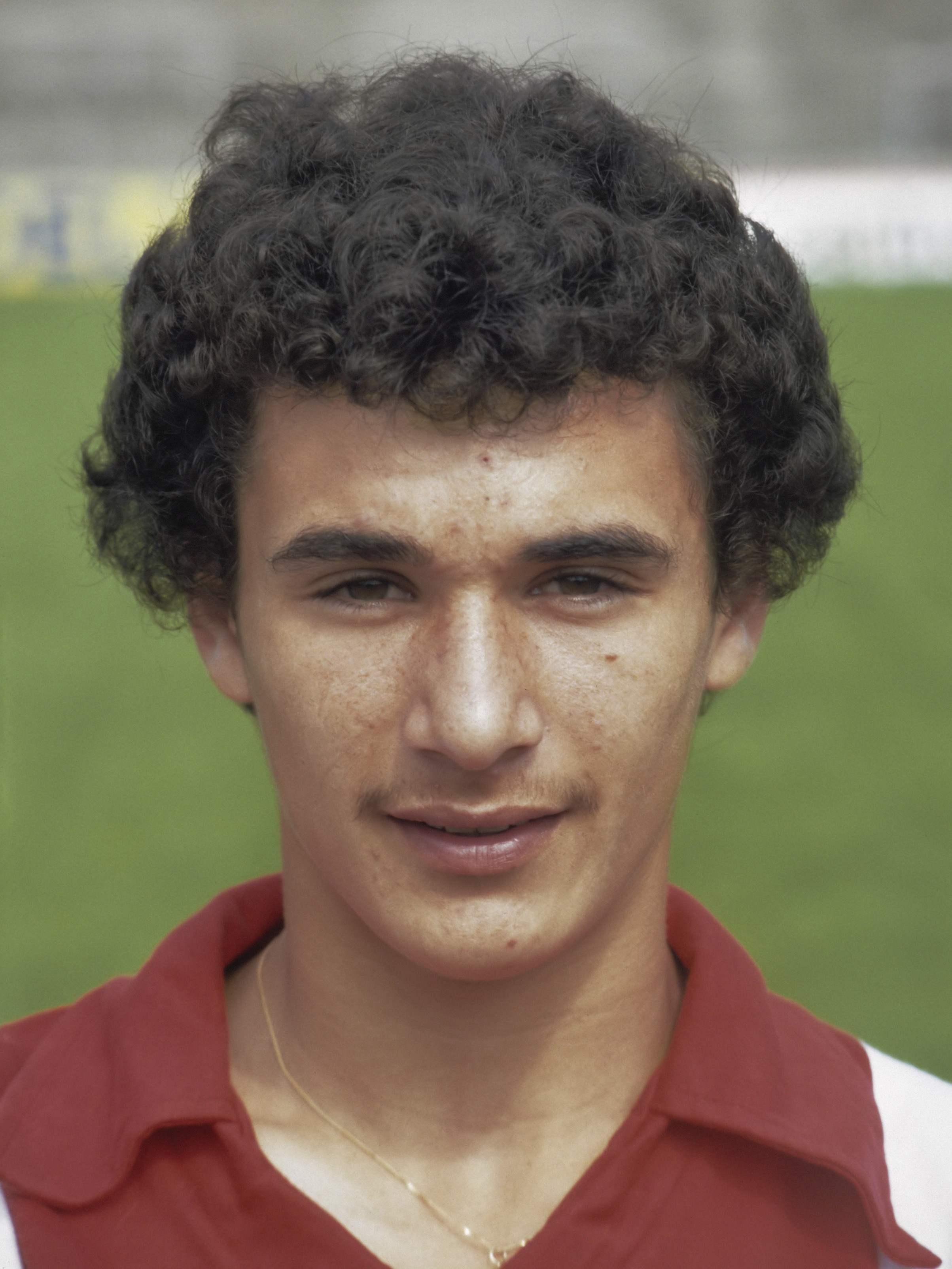
5 maart: Gerald Vanenburg

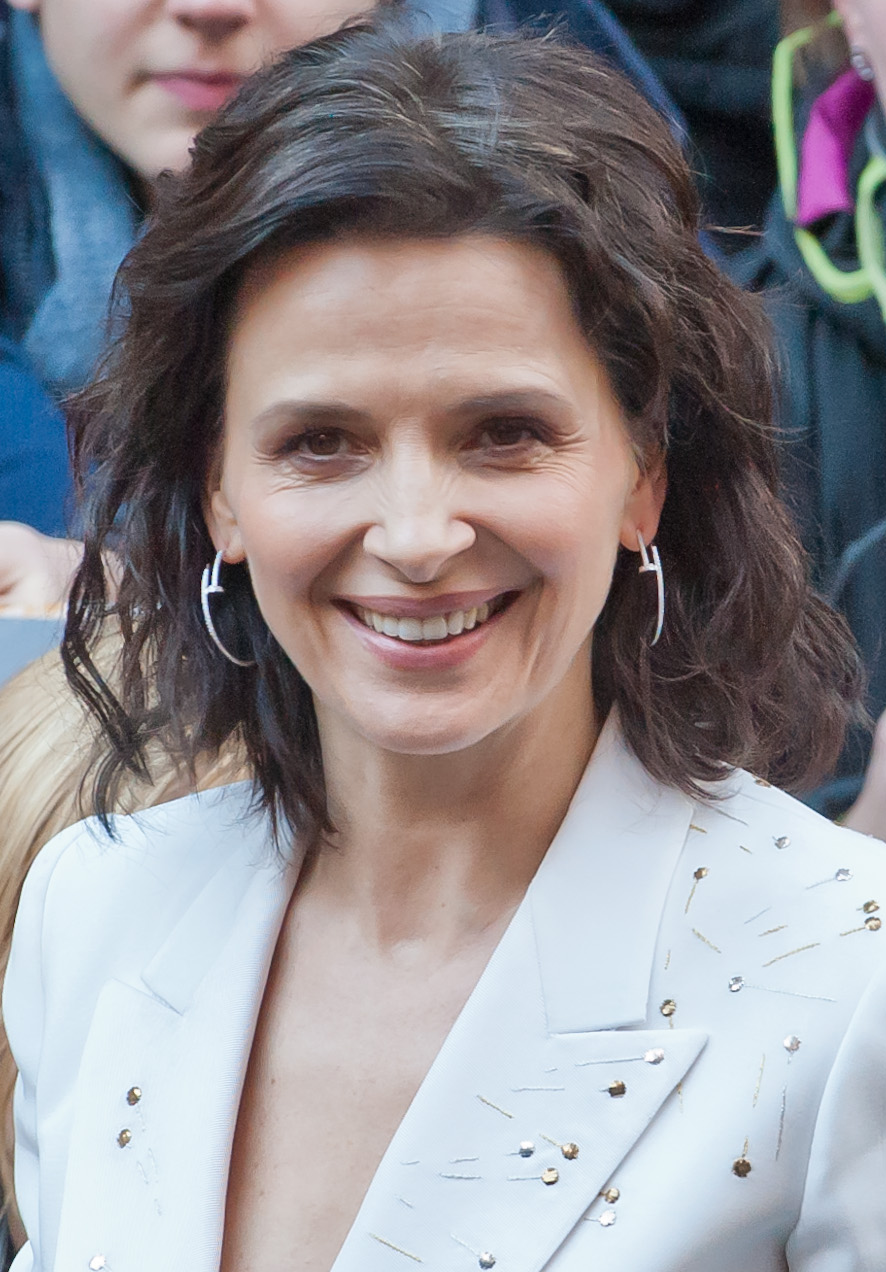
9 maart: Juliette Binoche

- 1 - Micky Adriaansens, Nederlands juriste, bestuurder en politica
- 1 - Luis Medina Cantalejo, Spaans voetbalscheidsrechter
- 2 - Jaime Pizarro, Chileens voetballer en voetbalcoach
- 4 - Thomas Rentmeister, Duits kunstenaar
- 5 - Gerald Vanenburg, Nederlands voetballer en voetbaltrainer
- 6 - Minoesch Jorissen, Nederlands televisiepresentatrice
- 7 - Luís Carlos Tóffoli, Braziliaans voetballer, ook bekend als Gaúcho
- 7 - Eva Wiessing, Nederlands journaliste
- 8 - Mariska Hulscher, Nederlands televisiepresentatrice en columniste
- 9 - Juliette Binoche, Frans actrice
- 9 - Alberto Elli, Italiaans wielrenner en ploegleider
- 9 - Herbert Fandel, Duits voetbalscheidsrechter
- 9 - Aleksandr Puštov, Estisch voetballer en voetbalcoach
- 10 - Neneh Cherry, Zweeds zangeres
- 10 - Prins Edward, hertog van Edinburgh
- 10 - Philippe Louviot, Frans wielrenner
- 10 - Toni Polster, Oostenrijks voetballer
- 11 - Joel Benjamin, Amerikaans schaker
- 11 - Christian Henn, Duits wielrenner en ploegleider
- 11 - Ronny Ligneel, Belgisch atleet
- 11 - Michiel de Ruiter, Nederlands freestyleskiër
- 16 - Mauro Gianetti, Italiaans wielrenner
- 16 - Pascal Richard, Zwitsers wielrenner
- 16 - Gore Verbinski, Amerikaans filmregisseur
- 17 - Stefano Borgonovo, Italiaans voetballer
- 17 - Lee Dixon, Engels voetballer
- 17 - Rob Lowe, Amerikaans acteur
- 17 - Jacques Songo'o, Kameroens voetballer
- 18 - Bonnie Blair, Amerikaans schaatsster
- 18 - Seymore Butts, Amerikaans pornograaf
- 18 - Roger Honegger, Zwitsers mountainbiker en veldrijder
- 18 - Rozalla, Zimbabwaans zangeres
- 21 - Marleen Barth, Nederlands politica en bestuurder
- 21 - Hilde Vervaet, Belgisch atlete
- 23 - Heike Schäfer, Duits schlagerzangeres
- 24 - Twan Huys, Nederlands journalist
- 24 - Liz McColgan, Schots atlete
- 24 - Sigrid Spruyt, Vlaams journaliste en nieuwslezeres
- 25 - René Meulensteen, Nederlands voetbaltrainer
- 25 - Aleksej Prokoerorov, Russisch langlaufer
- 26 - Michael Frontzeck, Duits voetballer
- 28 - Gijs Donker, Nederlands kunstschilder
- 28 - Els Ruiters, Nederlands chicklitboekenschrijfster
- 28 - Oleksandr Volkov, Oekraïens basketballer
- 29 - Elle Macpherson, Brits fotomodel
- 29 - Eduardo Villegas, Boliviaans voetballer en voetbalcoach
- 30 - Tracy Chapman, Amerikaans singer-songwriter
- 30 - Ian Ziering, Amerikaans acteur
- 31 - Kurt Boffel, Belgisch atleet
- 31 - Monique Knol, Nederlands wielrenster
- 31 - Caroline Tensen, Nederlands televisiepresentatrice

### april

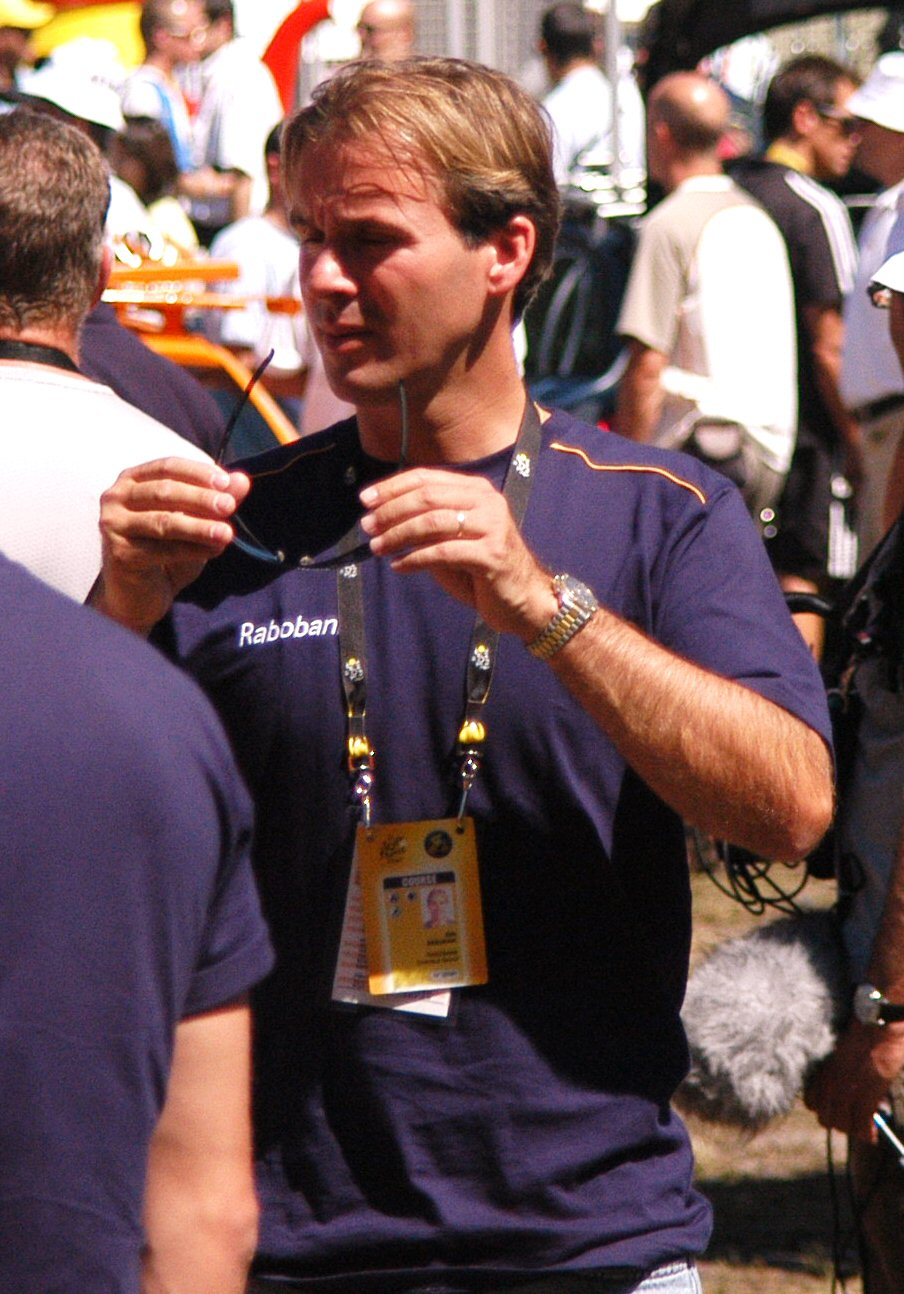
1 april: Erik Breukink

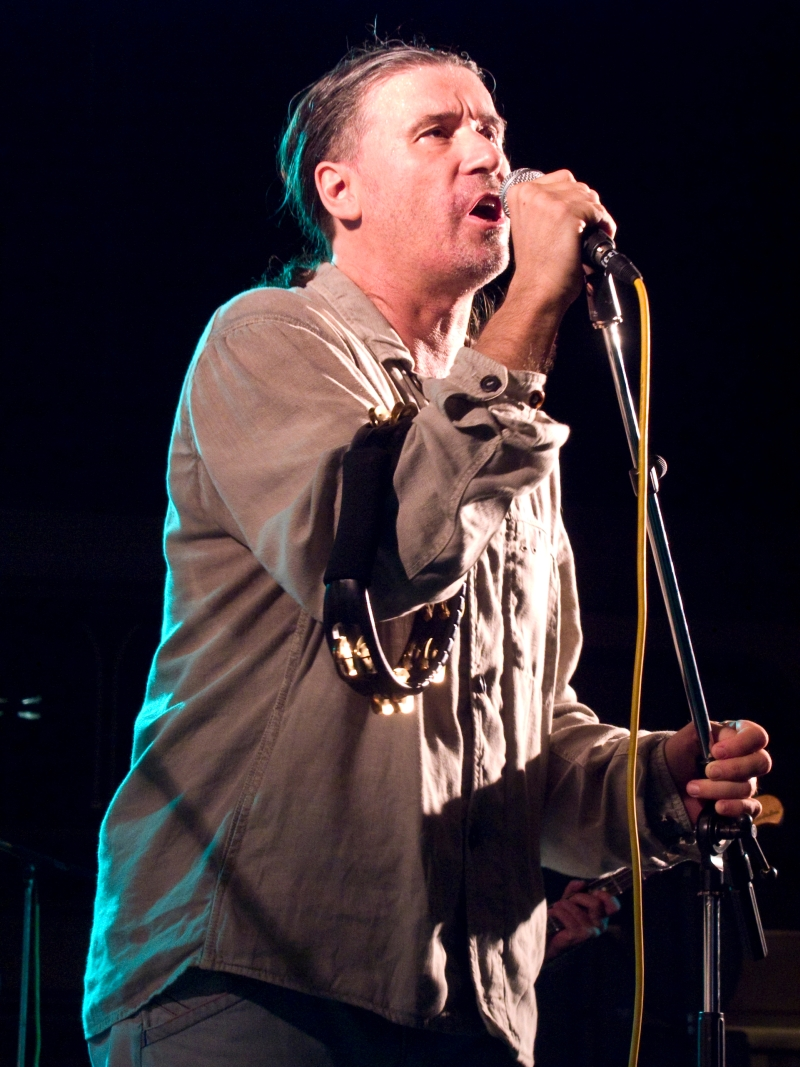
2 april: Goran Karan

- 1 - Erik Breukink, Nederlands wielrenner en ploegleider
- 2 - Goran Karan, Kroatisch zanger
- 2 - Nadezhda Wijenberg, Russisch-Nederlands atlete
- 3 - Nigel Farage, Brits politicus
- 3 - Bjarne Riis, Deens wielrenner en ploegleider
- 4 - Branco, Braziliaans voetballer
- 4 - Jeremy McWilliams, Noord-Iers motorcoureur
- 4 - Paul Parker, Engels voetballer
- 5 - Steve Beaton, Engels darter
- 5 - Marius Lăcătuș, Roemeens voetballer en voetbalcoach
- 6 - Juliet Cuthbert, Jamaicaans atlete
- 6 - René Eijkelkamp, Nederlands voetballer en -trainer
- 6 - Luíz Antônio dos Santos, Braziliaans atleet (overleden 2021)
- 6 - Geovani Silva, Braziliaans voetballer
- 6 - Tim Walz, Amerikaans Democratisch politicus; gouverneur van Minnesota
- 7 - Russell Crowe, Nieuw-Zeelands acteur
- 8 - Ari Heikkinen, Fins voetballer
- 9 - Christel Jennis, Belgisch atlete
- 9 - Norman Madhoo, Guyaans darter
- 9 - Mario Pinedo, Boliviaans voetballer
- 10 - Manon Bollegraf, Nederlands tennisster
- 10 - Elena Georgescu, Roemeens stuurvrouw bij het roeien
- 12 - Michiel Devlieger, Belgisch televisiepresentator
- 12 - Claudia Jung, Duits zangeres en politica
- 13 - Andy Goram, Brits voetballer (overleden 2022)
- 13 - Dokka Oemarov, 5e president van de Tsjetsjeense republiek Itsjkerië
- 13 - Willien van Wieringen, Nederlands theoloog
- 13 - Teunis van der Zwart, Nederlands hoornist
- 15 - Jo Wang, Noors componist
- 16 - Yorick van Wageningen, Nederlands acteur
- 17 - Maynard James Keenan, Amerikaans rock en metalmuzikant
- 17 - Raymond van de Klundert, Nederlands schrijver
- 17 - Bart Van den Bossche, Vlaams zanger en presentator
- 18 - Zazie, Frans singer-songwriter
- 19 - Saskia Laaper, Nederlands politica
- 20 - Massimo Morales, Italiaans voetbalcoach
- 20 - Andy Serkis, Brits acteur
- 20 - Eddy Terstall, Nederlands filmregisseur
- 21 - Alex Baumann, Canadees zwemmer
- 21 - Ludmila Engquist, Sovjet-Russisch/Zweeds atlete
- 23 - Corine Boon, Nederlands televisiepresentatrice
- 23 - Cunera van Selm, Nederlands radio- en televisiepresentatrice
- 25 - Hank Azaria, Amerikaans acteur
- 26 - Cedric the Entertainer, Amerikaans acteur en komiek
- 26 - Mark Esper, Amerikaans defensielobbyist en minister
- 26 - Arthur Umbgrove, Nederlands schrijver en cabaretier
- 28 - Louis Sévèke, Nederlands activist, journalist en publicist (overleden 2005)
- 28 - Urs Sonderegger, Zwitsers ondernemer en autocoureur
- 29 - Gert Jakobs, Nederlands wielrenner

### mei

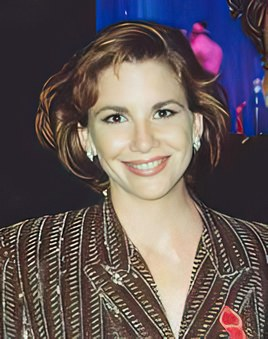
8 mei: Melissa Gilbert

- 1 - Carlos Aalbers, Nederlands voetballer
- 1 - Sarah Armstrong-Jones, lid van het Engelse Koninklijk Huis
- 1 - Yvonne van Gennip, Nederlands schaatsster
- 2 - Éric Elmosnino, Frans acteur en muzikant
- 2 - Jan Kounen, Nederlands acteur, filmregisseur en filmproducent
- 2 - Silvia Neid, Duits voetbalster en voetbalcoach
- 3 - Wil Boessen, Nederlands voetballer en voetbaltrainer
- 3 - Sterling Campbell, Amerikaans drummer
- 4 - Silvia Costa, Cubaans hoogspringster
- 4 - Goran Prpić, Kroatisch tennisser
- 4 - Jari Rinne, Fins voetballer
- 4 - Peter Roes, Belgisch wielrenner
- 4 - Rocco Siffredi, Italiaans pornoacteur, filmregisseur en producer
- 5 - Heike Henkel, Duits atlete
- 5 - Ulrich Wilson, Nederlands voetballer
- 6 - Ludo Hoogmartens, Belgisch acteur
- 8 - Melissa Gilbert, Amerikaans actrice
- 9 - Paul Caligiuri, Amerikaans voetballer
- 9 - Mika Lipponen, Fins voetballer
- 9 - Frank Pingel, Deens voetballer
- 9 - Hasan Saltik, Turks muziekproducent
- 9 - Joseph Lorenzo Jr. Welbon, Amerikaans houseproducer bekend als Joe Smooth
- 11 - John Parrott, Engels snookerspeler
- 12 - Bart Somers, Belgisch politicus
- 13 - Robert Marland, Canadees roeier
- 15 - Onno Innemee, Nederlands cabaretier
- 15 - Lars Løkke Rasmussen, Deens politicus
- 16 - Walter Baele, Belgisch cabaretier en acteur
- 16 - Rebecca Front, Brits actrice
- 16 - Milton Jones, Brits komiek
- 16 - Mark Retera, Nederlands striptekenaar en -scenarist
- 17 - Alfons Groenendijk, Nederlands voetballer en voetbaltrainer
- 19 - Miloslav Mečíř, Slowaaks tennisser
- 19 - Dennis Mizzi, Maltees voetballer
- 20 - Miodrag Belodedici, Roemeens voetballer
- 20 - Gija Goeroeli, Georgisch voetballer
- 20 - Lebo M, Zuid-Afrikaans componist en zanger
- 22 - Maja Oesova, Russisch kunstschaatsster
- 23 - Diederik Gommers, Nederlands arts-intensivist en bestuurder
- 23 - Wilson Mano, Braziliaans voetballer
- 24 - Markku Kanerva, Fins voetballer en voetbalcoach
- 24 - Adrian Moorhouse, Brits zwemmer
- 25 - Steven Martens, Belgisch sportbestuurder
- 26 - Lenny Kravitz, Amerikaans zanger en muzikant
- 29 - Oswaldo Negri jr., Braziliaans autocoureur
- 30 - Wynonna Judd, Amerikaans countryzangeres
- 30 - Ivajlo Kalfin, Bulgaars politicus
- 31 - Elena Belci-Dal Farra, Italiaans langebaanschaatsster
- 31 - Peter Scharmach, Duits-Nieuw-Zeelands autocoureur

### juni
- 1 - Shayne Burgess, Engels darter

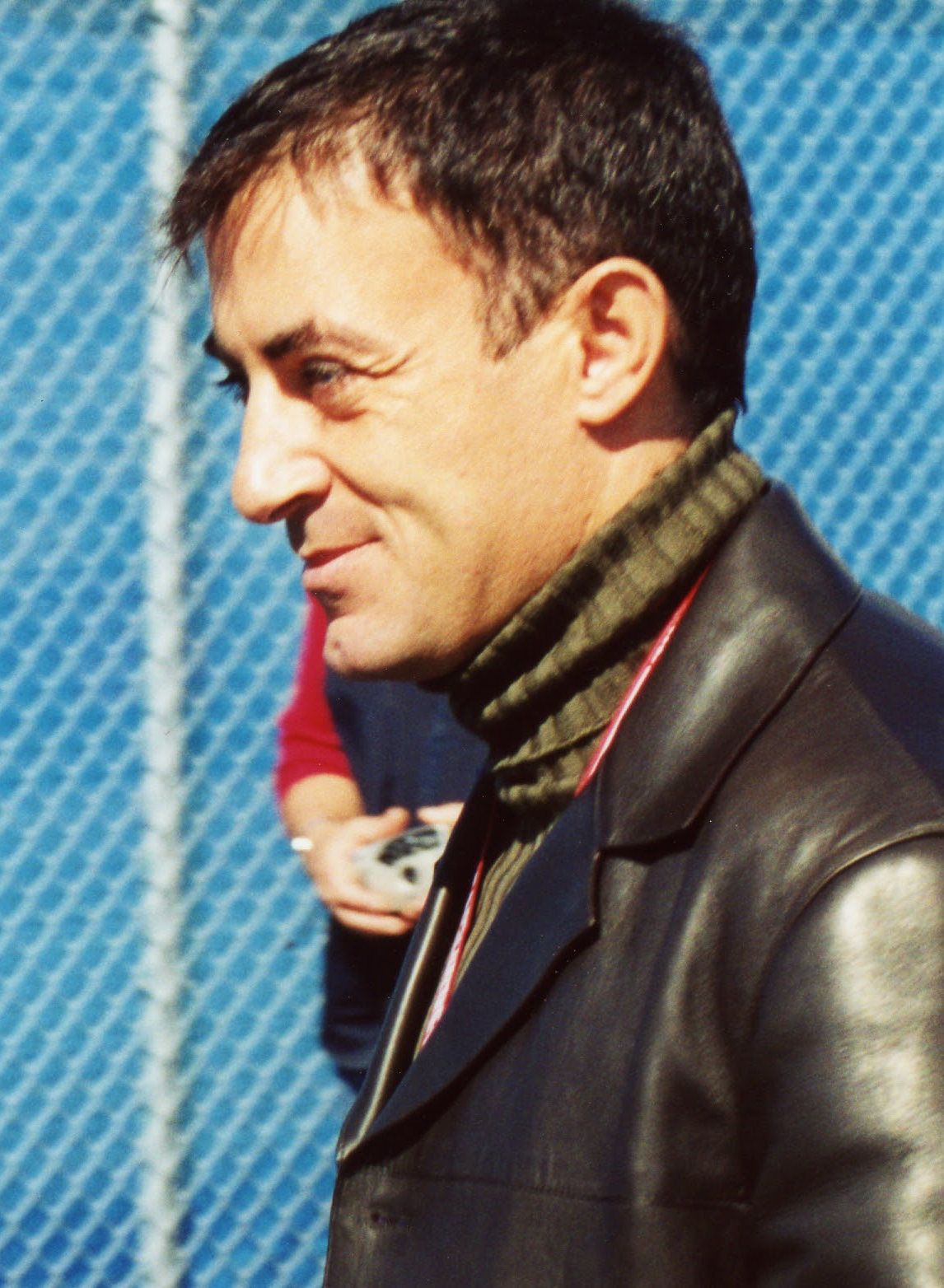
11 juni: Jean Alesi

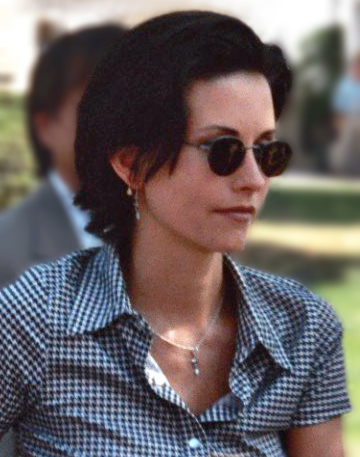
15 juni: Courteney Cox

- 1 - Bruno Casanova, Italiaans motorcoureur
- 1 - Marianne Florman, Deens handbalster
- 1 - Peter Maes, Belgisch voetballer
- 1 - Jainal Antel Sali jr., Filipijns terrorist
- 2 - Caroline Link, Duits filmregisseur en scenarioschrijfster
- 2 - Erwin Nijboer, Nederlands wielrenner
- 3 - Kerry King, Amerikaans metalgitarist (Slayer)
- 3 - Doro Pesch, Duits hardrockzangeres
- 3 - Matthew Ryan, Australisch ruiter
- 3 - Hilde Vanhove, Belgisch jazzzangeres
- 4 - Desi Reijers, Nederlands zwemster
- 5 - Rick Riordan, Amerikaans schrijver
- 5 - Hans Thissen, Nederlands acteur, musicus en regisseur
- 5 - Chiel van Zelst, Nederlands kunstenaar en galeriehouder
- 6 - Nelli Cooman, Nederlands atlete
- 6 - Anthony Yeboah, Ghanees voetballer
- 8 - Erik Parlevliet, Nederlands hockeyer
- 9 - Bart Moeyaert, Belgisch schrijver
- 10 - Margreet Spijker, Nederlands televisiepresentatrice
- 11 - Jean Alesi, Frans autocoureur
- 11 - Eric de Bruin, Nederlands honkballer
- 12 - Ben Tijnagel, Nederlands ijshockeyer
- 12 - Harry Zevenbergen, Nederlands dichter en bloemlezer; stadsdichter van Den Haag 2007-2009 (overleden 2022)
- 14 - Jos Martens, Belgisch atleet
- 15 - Courteney Cox-Arquette, Amerikaans actrice
- 15 - Johnny Herbert, Engels autocoureur
- 15 - Michael Laudrup, Deens voetballer
- 17 - Michael Groß, Duits zwemmer
- 17 - Ricardo Moniz, Nederlands voetballer en voetbaltrainer
- 18 - Wilson Mendonça, Braziliaans voetbalscheidsrechter
- 19 - Boris Johnson, Brits politicus
- 19 - Peter Rehwinkel, Nederlands politicus (PvdA)
- 20 - Pierfrancesco Chili, Italiaans motorcoureur
- 20 - Silke Möller, Oost-Duits atlete
- 21 - Philippe Aerts, Belgisch contrabasspeler
- 21 - Tom Kellerhuis, Nederlands journalist; hoofdredacteur HP De Tijd
- 21 - Dean Saunders, Welsh voetballer en voetbalcoach
- 22 - Amy Brenneman, Amerikaans actrice
- 22 - Dan Brown, Amerikaans schrijver
- 22 - Nico Jalink, Nederlands voetballer
- 22 - Henrik Mestad, Noors acteur
- 23 - Caroline Pauwels, Belgisch hoogleraar en universiteitsbestuurder (overleden 2022)
- 24 - Günther Mader, Oostenrijks alpineskiër
- 25 - Greg Raymer, Amerikaans pokerspeler
- 27 - Stephan Brenninkmeijer, Nederlands regisseur
- 27 - Bruce Kendall Nieuw-Zeelands windsurfer
- 28 - Peter Goddard, Australisch motorcoureur
- 28 - Luc Steeno, Belgisch zanger
- 29 - Kees van der Spek, Nederlands journalist en programmamaker

### juli

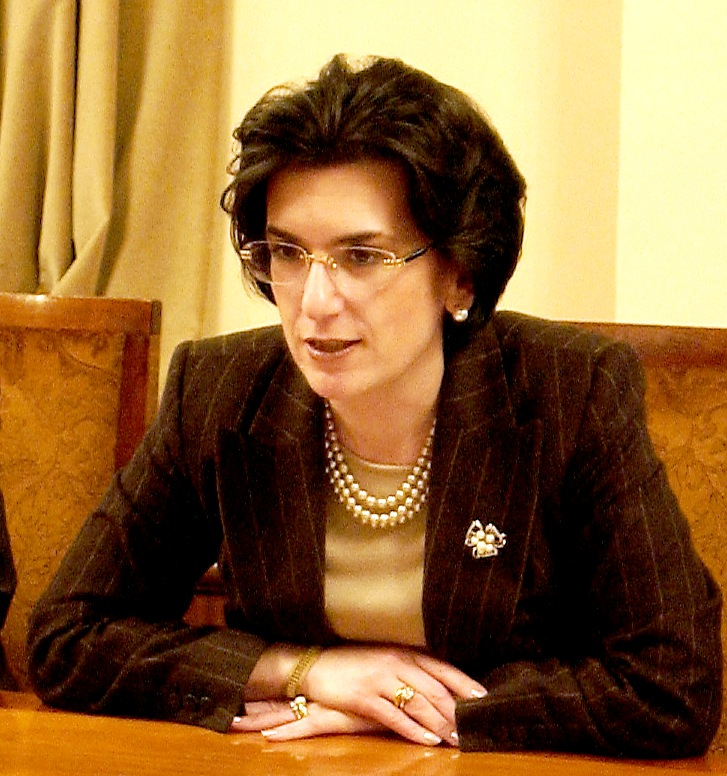
16 juli: Nino Boerdzjanadze

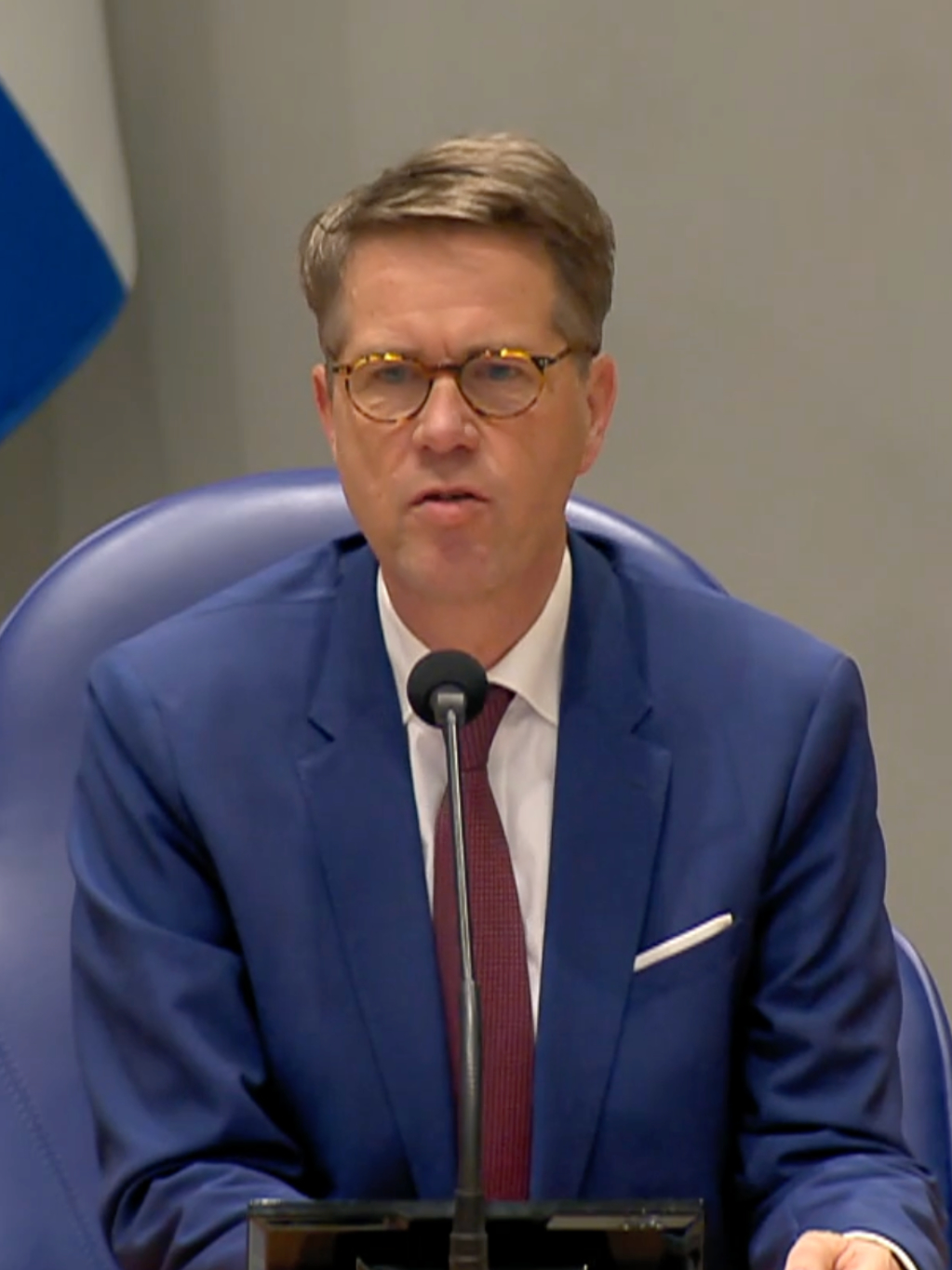
16 juli: Martin Bosma

- 1 - Francisco Maciel, Mexicaans tennisser
- 1 - Franz Wohlfahrt, Oostenrijks voetballer
- 2 - Dominique van der Heyde, Nederlands tv-journaliste en presentatrice
- 3 - Cor Fuhler, Nederlands componist en multi-instrumentalist
- 3 - Yeardley Smith, Amerikaans (stem)actrice
- 4 - Edi Rama, Albanees politicus; premier sinds 2013
- 4 - Jip Wijngaarden, Nederlands actrice en kunstenares
- 5 - Piotr Nowak, Pools voetballer en voetbalcoach
- 7 - Paolo Bertini, Italiaans voetbalscheidsrechter
- 8 - Linda de Mol, Nederlands presentatrice
- 9 - Paul Allaerts, Belgisch voetbalscheidsrechter
- 9 - Tom van der Lee, Nederlands politicus
- 9 - Courtney Love, Amerikaans zangeres en actrice
- 9 - Gianluca Vialli, Italiaans voetballer (overleden 2023)
- 10 - Wilfried Peeters, Belgisch wielrenner
- 13 - Pascal Hervé, Frans wielrenner (overleden 2024)
- 13 - Frans Maas, Nederlands atleet
- 15 - Tetsuji Hashiratani, Japans voetballer
- 15 - Kitty Jong, Nederlands vakbondsbestuurder
- 15 - Vladimir Soria, Boliviaans voetballer en voetbalcoach
- 16 - Nino Boerdzjanadze, Georgisch president
- 16 - Martin Bosma, Nederlands politicus
- 16 - Miguel Indurain, Spaans wielrenner
- 19 - Mauro Ribeiro, Braziliaans wielrenner
- 20 - Chris Cornell, Amerikaans muzikant
- 20 - Terri Irwin, Amerikaans-Australisch dierkundige
- 20 - Linda Le Bon, Belgisch Paralympisch skiër
- 20 - Sebastiano Rossi, Italiaans voetballer
- 20 - Dražen Žerić, Kroatisch zanger
- 21 - Jens Weißflog, Duits schansspringer
- 22 - Eugène Heijnen, Nederlands politicus en fiscalist
- 23 - Daniela Gassmann, Zwitsers mountainbikester
- 24 - Nic Balthazar, Belgisch presentator, televisiemaker en regisseur
- 25 - Anne Applebaum, Amerikaans journaliste
- 25 - Helen Lejeune-van der Ben, Nederlands hockeyster
- 26 - Sandra Bullock, Amerikaans actrice
- 26 - Anne Provoost, Belgisch schrijver
- 30 - Jürgen Klinsmann, Duits voetballer en voetbalcoach
- 30 - Dorien Rookmaker, Nederlands Eerste Kamerlid
- 31 - Jim Corr, Iers muzikant
- 31 - Urmas Hepner, Estisch voetballer

### augustus
- 1 - Natalja Sjykolenko, Russisch/Wit-Russisch atlete
- 3 - Paul Vaes, Nederlands musicalacteur
- 3 - Elles Voskes, Nederlands zwemster
- 4 - Ronnie Coyle, Schots voetballer
- 5 - Pia Douwes, Nederlands musicalzangeres en actrice
- 5 - Paul van Geest, Nederlands hoogleraar kerkgeschiedenis
- 5 - Adam Yauch, Amerikaans rapper, songwriter (Beastie Boys) en filmregisseur (overleden 2012)
- 7 - Mario Scirea, Italiaans wielrenner en ploegleider
- 8 - Giuseppe Conte, premier van Italië
- 8 - Nina Hoekman, Nederlands damkampioene
- 8 - Duane Pelt, houseproducer bekend als Sterling Void
- 9 - Jim Geduld, Nederlands acteur en televisiepresentator
- 9 - Ivan De Vadder, Belgisch politiek journalist en tv-presentator
- 10 - Andy Caldecott, Australisch motorrijder
- 12 - Txiki Begiristain, Spaans voetballer
- 12 - Chakim Foezajlov, Tadzjieks voetballer en trainer
- 12 - Gotsja Gogritsjiani, Georgisch voetballer en voetbalcoach
- 14 - Sammy Lelei, Keniaans atleet
- 15 - Anne De Baetzelier, Belgisch presentatrice en omroepster, ex-Miss België
- 16 - Maria McKee, Amerikaans zangeres
- 16 - Barry Venison, Engels voetballer
- 17 - Moura, Braziliaans voetballer
- 19 - Alan Carter, Brits motorcoureur
- 20 - Giuseppe Giannini, Italiaans voetballer en voetbalcoach
- 20 - Sachiko Yamashita, Japans atlete
- 22 - Mats Wilander, Zweeds tennisser
- 23 - Johan Bruyneel, Belgisch wielrenner en ploegleider
- 24 - Reiner Odendahl, Duits schaker
- 25 - Maxim Kontsevitsj, Russisch wiskundige
- 25 - Edith Schippers, Nederlands politica en bestuurder
- 26 - Daphne Caruana Galizia, Maltees journaliste en schrijfster (overleden 2017)

### september

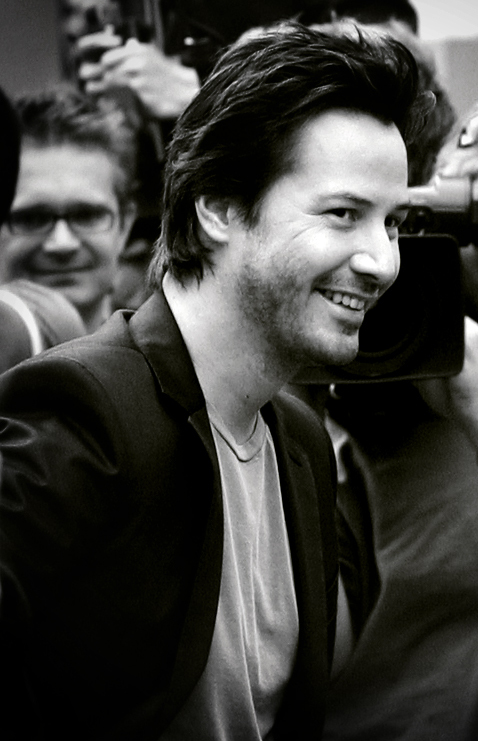
2 september: Keanu Reeves

- 2 - Jimmy Banks, Amerikaans voetballer
- 2 - Keanu Reeves, Amerikaans acteur
- 3 - Adam Curry, Amerikaans-Nederlands dj, presentator en ondernemer
- 4 - Robson da Silva, Braziliaans atleet
- 5 - Frank Farina, Australisch voetballer
- 5 - Ernst Löw, Nederlands acteur en singer-songwriter
- 7 - Eazy-E, Amerikaanse rapper
- 7 - María Fernanda Espinosa, Ecuadoraans politica en diplomate
- 11 - Kathy Watt, Australisch wielrenster
- 12 - Peter Blangé, Nederlands volleybalspeler en -trainer
- 12 - Dieter Hecking, Duits voetballer en voetbalcoach
- 13 - Paul Bodin, Welsh voetballer
- 14 - Sean Callery, Amerikaans componist
- 14 - Paoletta Magoni, Italiaans alpineskiester
- 14 - Terrence Paul, Canadees stuurman bij het roeien
- 15 - Robert Fico, Slowaaks politicus
- 18 - Eric van Sauers, Nederlands cabaretier en acteur
- 20 - Ingrid Verbruggen, Belgisch atlete
- 21 - Carlos Alberto Aguilera, Uruguayaans voetballer
- 21 - Danny Hoekman, Nederlands voetballer en voetbaltrainer
- 22 - Paul Bonhomme, Brits piloot
- 22 - Jort Kelder, Nederlands presentator en hoofdredacteur Quote
- 22 - Benoît Poelvoorde, Belgisch acteur
- 22 - Franc Weerwind, Nederlands bestuurder en politicus
- 22 - Vladimír Weiss, Slowaaks voetballer en voetbalcoach
- 25 - Carlos Ruiz Zafón, Spaans schrijver (overleden 2020)
- 28 - Claudio Borghi, Argentijns voetballer en voetbalcoach
- 28 - Andrea Croonenberghs, Belgisch actrice, zangeres en omroepster
- 28 - Janeane Garofalo, Amerikaans actrice en comédienne
- 29 - Pierre-Marie Deloof, Belgisch roeier
- 29 - Tom Sizemore, Amerikaans acteur
- 30 - Monica Bellucci, Italiaans model en actrice
- 30 - Koen De Bouw, Vlaams acteur
- 30 - Mike McKay Australisch roeier
- 30 - He Zhili, Chinees-Japans tafeltennisspeelster

### oktober

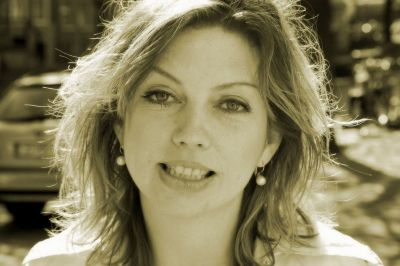
21 oktober: Annemiek Schrijver

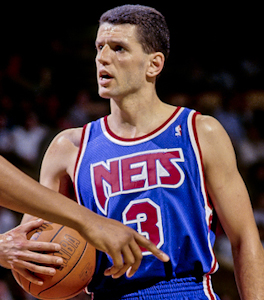
22 oktober: Dražen Petrović

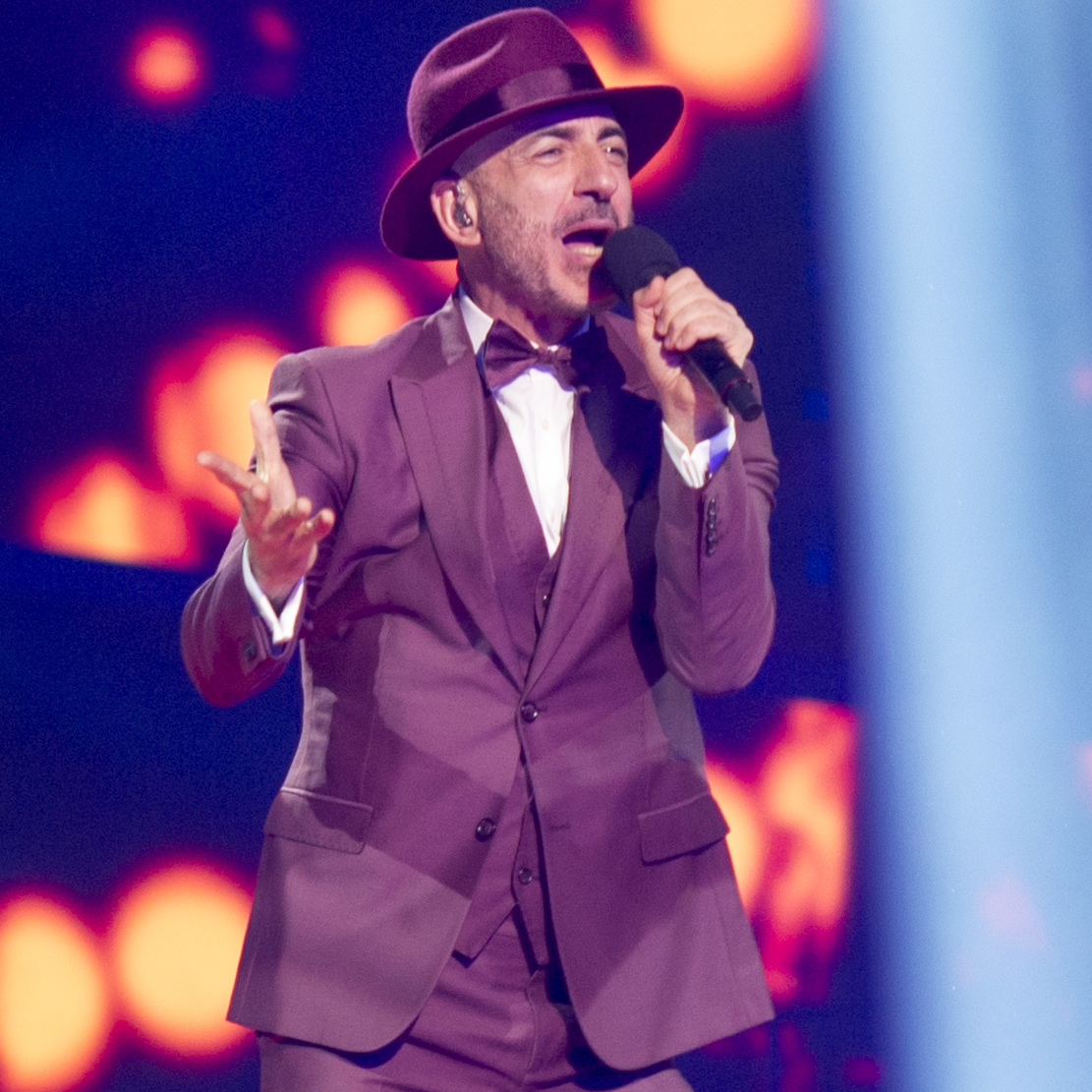
24 oktober: Serhat

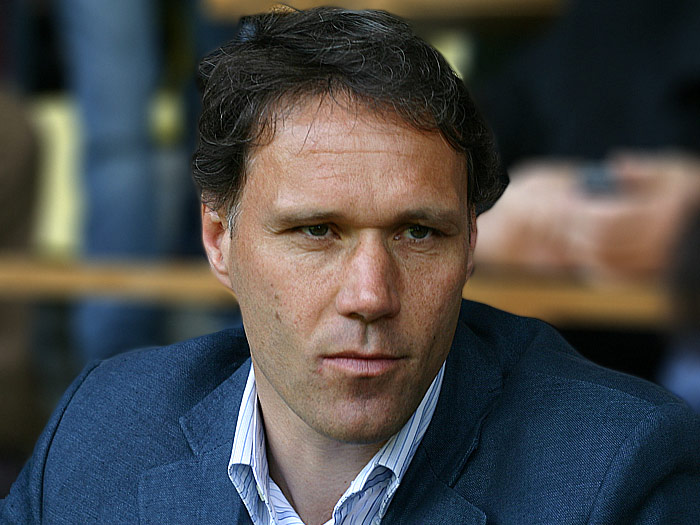
31 oktober: Marco van Basten

- 1 - Tom Nijssen, Nederlands tennisser
- 2 - Dirk Denoyelle, Belgisch cabaretier en stemmenimitator
- 3 - Marc Disselhoff, Nederlands televisieregisseur
- 3 - Jostein Flo, Noors voetballer
- 3 - Lisa Macuja, Filipijns ballerina
- 3 - Clive Owen, Brits acteur
- 4 - Tom Claassen, Nederlands beeldhouwer
- 4 - Francis Magalona, Filipijns rapper, acteur, regisseur en fotograaf
- 4 - Coen Peppelenbos, Nederlands dichter en schrijver; redacteur van het digitale literaire magazine TZUM
- 4 - Willy Porter, Amerikaans folk-muzikant
- 4 - Pasi Tauriainen, Fins voetballer
- 5 - Seiko Hashimoto, Japanse schaatsster en politica
- 5 - Letitia Vriesde, Surinaams atlete
- 6 - Joost-Pieter Katoen, Nederlands informaticus, hoogleraar
- 7 - Sam Brown, Engels zangeres
- 8 - Jakob Arjouni, Duits schrijver
- 8 - Ian Hart, Brits acteur
- 8 - Francine van der Heijden, Nederlands sopraan
- 9 - Martín Jaite, Argentijns tennisser
- 9 - Guillermo del Toro, Mexicaans filmregisseur
- 10 - Guy Hellers, Luxemburgs voetballer
- 10 - Ruud Koornstra, Nederlands ondernemer
- 10 - Sarah Lancashire, Brits actrice en regisseuse
- 10 - Crystal Waters, Amerikaans zangeres
- 10 - Rutger Zwart, Nederlands historicus en politicus
- 11 - Peter La Serpe, Nederlands crimineel en kroongetuige
- 13 - Allen Covert, Amerikaans acteur, schrijver, filmproducent en komiek
- 14 - Ludo Dierckxsens, Belgisch wielrenner (overleden 2025)
- 14 - Karim Van Overmeire, Belgisch politicus
- 16 - Abebe Mekonnen, Ethiopisch atleet
- 16 - Konrad Plautz, Oostenrijks voetbalscheidsrechter
- 16 - Laurette Spoelman, Nederlands politica
- 17 - Maayke Bouten, Nederlandse actrice
- 19 - Márcio Bittencourt, Braziliaans voetballer en trainer
- 19 - Agnès Jaoui, Frans scenarioschrijver, filmregisseur, actrice en zangeres
- 19 - Ty Pennington, Amerikaans televisiepresentator, model, filantroop, en timmerman
- 20 - Kamala Harris, Amerikaans Democratisch politica; sinds 2021 vicepresident
- 21 - Christian Eminger, Oostenrijks schaatser
- 21 - Brigitte Gabriel, Libanees-Amerikaans journaliste, schrijfster en activiste
- 21 - Annemiek Schrijver, Nederlands radio- en televisiepresentatrice
- 21 - Aukje de Vries, Nederlands politica (VVD)
- 22 - Craig Levein, Schots voetballer en voetbalcoach
- 22 - Dražen Petrović, Kroatisch basketballer (overleden 1993)
- 23 - La Camilla, Zweeds zangeres, actrice, model en politiek woordvoerder
- 23 - Eric Kemperman, Nederlands politicus
- 24 - Frode Grodås, Noors voetballer
- 24 - Iliana Jotova, Bulgaars politica
- 24 - Serhat, Turks zanger, producent en televisiepresentator
- 24 - Peter Thyssen, Belgisch acteur
- 24 - Sabine Verheyen, Duits politica
- 25 - Michael Boatman, Amerikaans acteur en auteur
- 25 - Bernd Eichwurzel, Oost-Duits roeier
- 25 - Nicole, Duits zangeres
- 25 - Peter Van den Begin, Belgisch acteur
- 25 - Kevin Michael Richardson, Amerikaans (stem)acteur
- 26 - Papa Väth, Duits dj en producer
- 26 - Tito Karnavian, Indonesisch politiecommissaris en minister
- 27 - Casper van Bohemen, Nederlands acteur
- 27 - Jessica Broekhuis, Nederlands tv-presentatrice en publiciste
- 27 - Martin van Duren, Nederlands voetballer
- 28 - Scott Russell, Amerikaans motorcoureur
- 29 - Judith Pollmann, Nederlands historicus en hoogleraar
- 29 - Roderick Veelo, Nederlands journalist en radio- en tv-presentator
- 30 - Cisca Joldersma, Nederlands wetenschapper en politica
- 30 - Howard Lederer, Amerikaans pokerspeler
- 31 - Marco van Basten, Nederlands voetballer en voetbaltrainer

### november

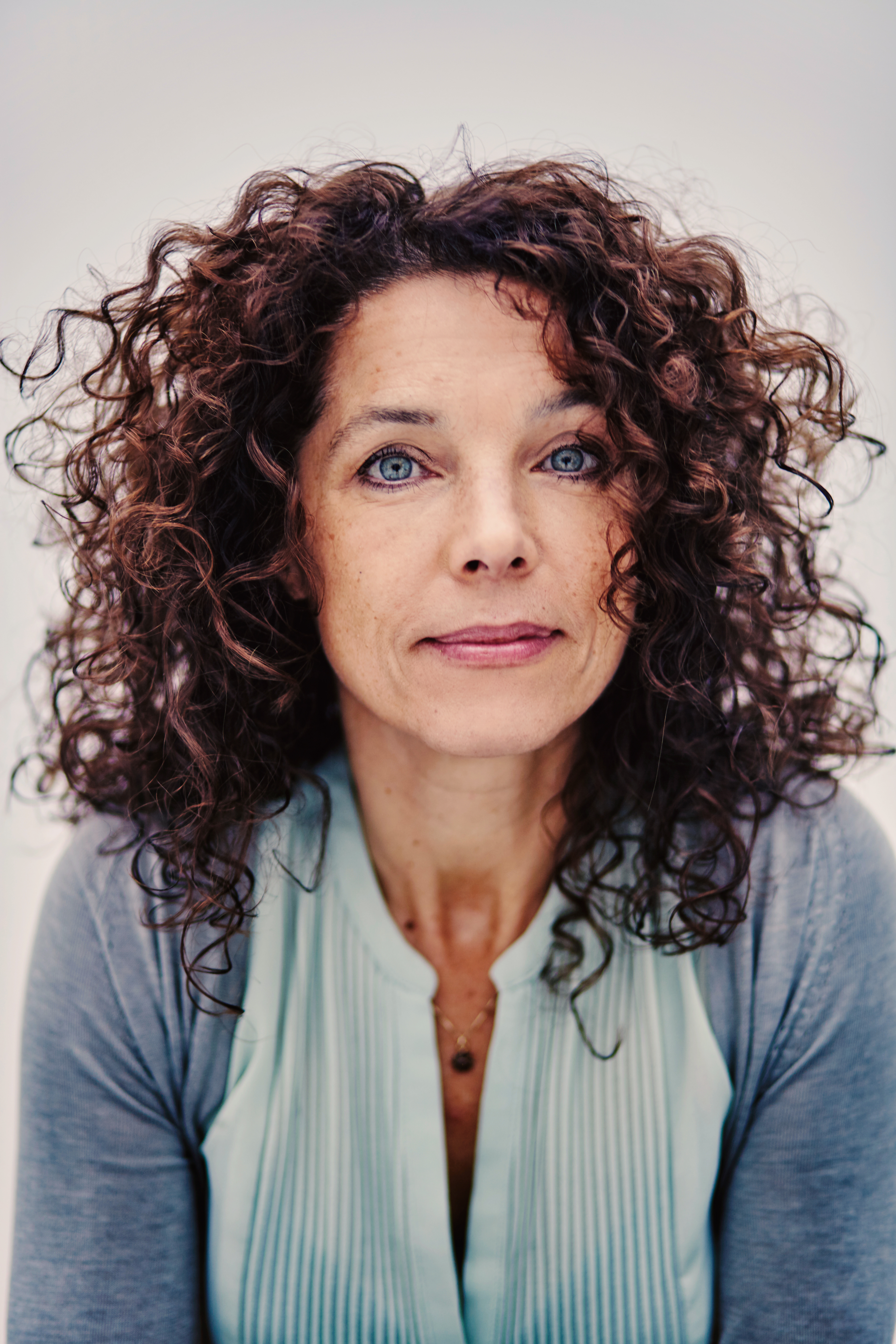
30 november: Paula van der Oest

- 1 - Auke Zijlstra, Nederlands politicus
- 2 - Arnold van Dongen, Nederlands gitarist
- 3 - Brenda Fassie, Zuid-Afrikaans zangeres
- 3 - Paprika Steen, Deens actrice en regisseuse
- 5 - Famke Janssen, Nederlands filmactrice
- 5 - Abédi Pelé, Ghanees voetballer
- 6 - Piet Adema, Nederlands bestuurder en politicus
- 6 - Linda Hagendoorn, Nederlands judoka (overleden 2023)
- 6 - Julio César Rosero, Ecuadoraans voetballer
- 7 - Sabine De Wachter, Belgisch atlete
- 7 - Jérôme Putzeys, Belgisch atleet
- 8 - Steve Caballero, Amerikaans skateboarder
- 9 - Eelco Bouma, Nederlands golfer
- 9 - Almar Otten, Nederlands thrillerauteur
- 9 - Oda Spelbos, Nederlands actrice en regisseuse
- 10 - Corrina Konijnenburg, Nederlands meisje bekend van Bij Dorus op schoot
- 11 - Calista Flockhart, Amerikaans actrice
- 11 - Ron van den Hout, Nederlands r.k. geestelijke; sinds 2017 bisschop van Groningen-Leeuwarden
- 12 - Thomas Berthold, Duits voetballer
- 12 - Vic Chesnutt, Amerikaans singer en songwriter
- 12 - Jakob Hlasek, Tsjechisch-Zwitsers tennisser
- 12 - Semih Saygıner, Turks biljarter
- 13 - Carlos Muñóz, Ecuadoraans voetballer
- 13 - Denis Scuto, Luxemburgs voetballer
- 14 - Carlos Chandía, Chileens voetbalscheidsrechter
- 15 - Rūta Garkauskaitė, Litouws tafeltennisster
- 15 - Michail Roesjajev, Russisch voetballer
- 16 - Valeria Bruni Tedeschi, Italiaans actrice en regisseuse
- 16 - Luciano Floridi, Italiaans filosoof
- 16 - Josip Weber, Kroatisch-Belgisch voetballer
- 17 - Fofi Gennimata, Grieks politica (overleden 2021)
- 17 - Krzysztof Warzycha, Pools voetballer
- 21 - Olden Polynice, Haïtiaans basketballer
- 22 - Apetor (Tor Eckhoff), Noors internetpersoonlijkheid (overleden 2021)
- 22 - Robert Slater, Australisch voetballer
- 23 - Steve Alford, Amerikaans basketballer
- 24 - Hendrie Krüzen, Nederlands voetballer en voetbaltrainer
- 25 - Albert J.R. Heck, Nederlands bioloog
- 25 - Mark Lanegan, Amerikaans singer-songwriter en schrijver (overleden 2022)
- 25 - Bert van Vlaanderen, Nederlands atleet
- 27 - Jan Eikelboom, Nederlands televisiejournalist
- 27 - Ronit Elkabetz, Israëlisch filmregisseuse, scenarioschrijfster en actrice
- 27 - Robin Givens, Amerikaans actrice
- 27 - Roberto Mancini, Italiaans voetbalcoach
- 27 - Rubén Martínez, Chileens voetballer
- 27 - Frank Schaafsma, Nederlands acteur en muzikant (overleden 2024)
- 28 - Ann Tuts, Belgisch actrice
- 29 - Don Cheadle, Amerikaans acteur
- 29 - Kenneth Monkou, Nederlands voetballer
- 30 - Paula van der Oest, Nederlands filmregisseur en scenarioschrijver

### december

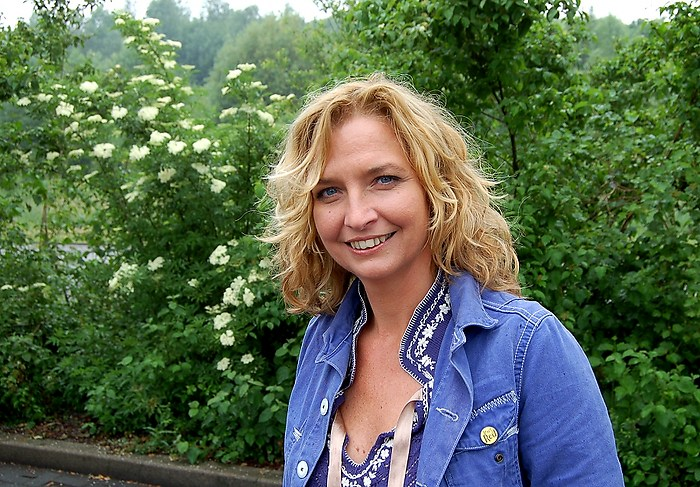
2 december: Hella van der Wijst

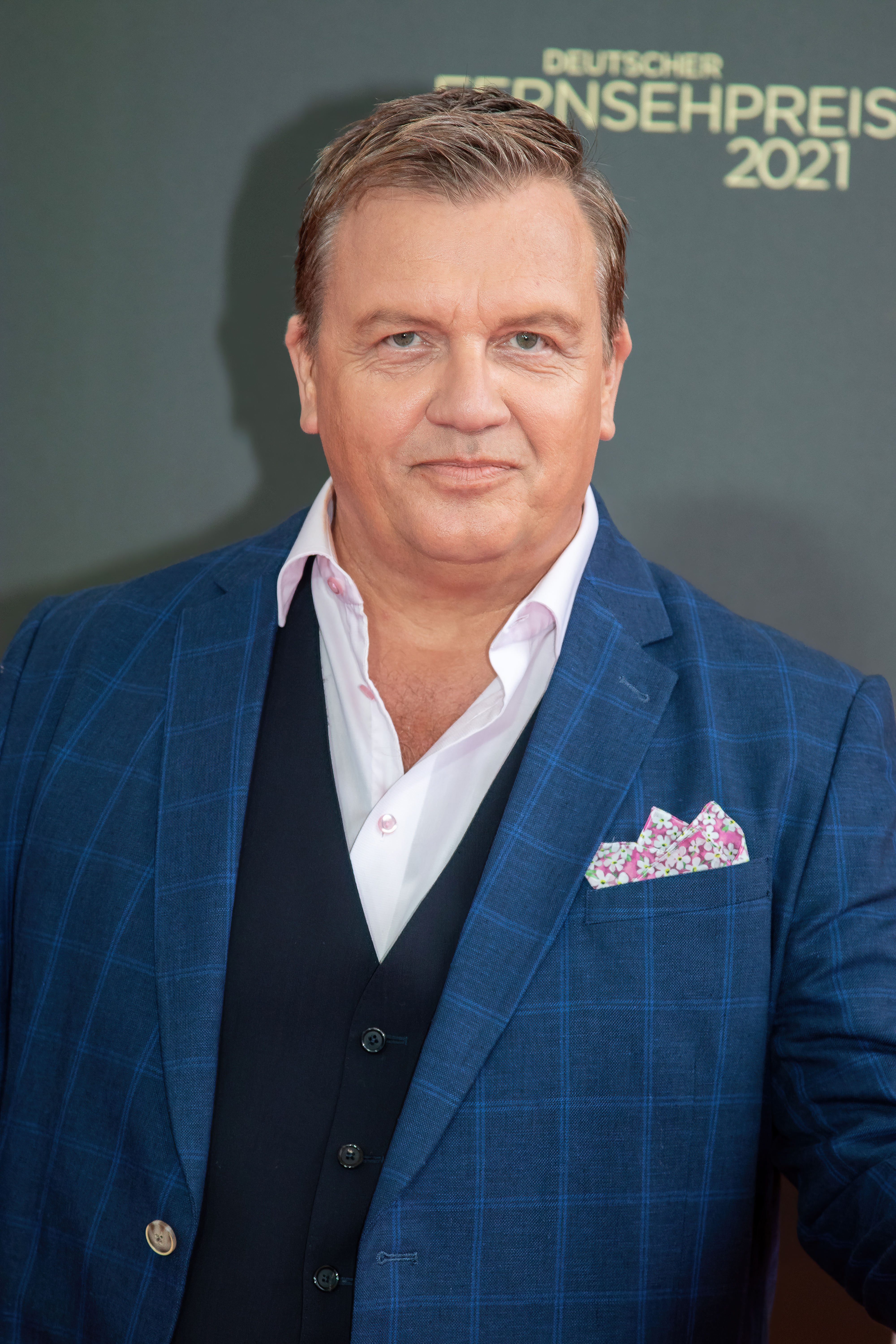
9 december: Hape Kerkeling

- 1 - Stijn Meuris, Vlaams zanger en muzikant (o.a. Monza en Noordkaap)
- 1 - Salvatore Schillaci, Italiaans voetballer (overleden 2024)
- 2 - Paulo Costa, Portugees voetbalscheidsrechter
- 2 - Tony Moran, Amerikaans dj/producer
- 2 - Hella van der Wijst, Nederlands tv-presentatrice en programmamaakster
- 4 - Sertab Erener, Turks zangeres
- 4 - Rob Harmeling, Nederlands wielrenner
- 4 - Harm Hoeve, Nederlands organist
- 4 - Marisa Tomei, Amerikaans actrice
- 5 - Pablo Morales, Amerikaans zwemmer
- 8 - Eric Aubijoux, Frans motorrijder
- 8 - Jurgen van den Berg, Nederlands presentator
- 8 - Edith Demaertelaere, Belgisch atlete
- 8 - Teri Hatcher, Amerikaans actrice
- 8 - Óscar Ramírez, Costa Ricaans voetballer en voetbalcoach
- 8 - Jean Paul Gebben, Nederlands burgemeester
- 9 - Peter Blangé, Nederlands volleybalspeler, -trainer en sportbestuurder
- 9 - Hape Kerkeling, Duits acteur, presentator en komiek
- 9 - Johannes B. Kerner, Duits televisiepresentator
- 9 - Paul Landers, Duits gitarist (Rammstein)
- 10 - Stef Blok, Nederlands politicus (VVD)
- 10 - Wouter Kurpershoek, Nederlands journalist
- 11 - Franco Ballerini, Italiaans wielrenner
- 11 - Stany Crets, Belgisch acteur, auteur en regisseur
- 11 - Jacqueline Toxopeus, Nederlands hockeyster
- 12 - Terry Brunk (Sabu), Amerikaans professioneel worstelaar
- 12 - Mats Hallberg, Zweeds golfer
- 13 - Dieter Eilts, Duits voetballer en voetbaltrainer
- 13 - Ricardo Gomes, Braziliaans voetballer en voetbaltrainer
- 14 - Ingrid Paul, Nederlands schaatsster en schaatscoach
- 15 - Peter Corbijn, Nederlands voetballer
- 17 - Erik Holmgren, Fins voetballer
- 18 - Pierre Nkurunziza, Burundees president
- 18 - Rutger Ploum, Nederlands advocaat en politicus
- 19 - Simone Roos, Nederlands topambtenaar; 2018-2022 griffier van de Tweede Kamer
- 20 - Johan Ghysels, Vlaams dichter
- 20 - Morten Løkkegaard, Deens politicus
- 21 - Marc-Marie Huijbregts, Nederlands cabaretier en presentator
- 21 - Bibi Dumon Tak, Nederlands (kinderboeken)schrijfster
- 21 - Noel Sanvicente, Venezolaans voetballer en voetbalcoach
- 21 - Kris Wauters, Belgisch muzikant
- 21 - Koert Westerman, Nederlands sportpresentator en commentator
- 22 - Alberto Binaghi, Italiaans golfer
- 22 - Hironori Takeuchi, Japans autocoureur
- 23 - Andrew Cooper, Australisch roeier
- 23 - Jens Heppner, Duits wielrenner
- 23 - Eddie Vedder, Amerikaans zanger
- 25 - Sam Carey, Brits atleet
- 25 - Raymond Libregts, Nederlands voetballer en voetbaltrainer
- 25 - Gary McAllister, Schots voetballer en voetbaltrainer
- 26 - Lydia de Vega, Filipijns atlete (overleden 2022)
- 28 - Antoinette Hertsenberg, Nederlands televisiepresentatrice
- 29 - Bart de Vries, Nederlands acteur (overleden 2022)
- 31 - Liz Masakayan, Amerikaans volleyballer en beachvolleyballer

### datum onbekend
- Niek Barendsen, Nederlands acteur, schrijver en regisseur
- Wouter Van Belle, Belgisch muzikant en muziekproducent
- Manja Blok, Nederlands eerste operationele vrouwelijke F-16-piloot
- Teófilo Chantre, Kaapverdiaans zanger, songwriter en muzikant
- Arnoud Holleman, Nederlands kunstenaar
- Suzanna Jansen, Nederlands journaliste en schrijfster
- Paul van Hooff, Nederlands journalist en schrijver
- Dana Lixenberg, Nederlands fotografe
- Anya Niewierra, Nederlands schrijfster
- Jeanguy Saintus, Haïtiaans choreograaf en danser
- Keyvan Shahbazi, Iraans-Nederlands schrijver, columnist, psycholoog en adviseur
- Bart Slegers, Nederlands acteur
- Nicolette Suwoton, Schots zangeres

## Weerextremen in België
- winter: Winter met laagste neerslagtotaal: 62,9 mm (normaal 202,1 mm).
- 25 mei: Tornado ontwortelt bomen in Antwerpen.
- 31 mei: Hagelbuien met schade beperkt in de provincies Henegouwen en West-Vlaanderen.
- 12 juni: De maximumtemperatuur in Rochefort: 34,6 °C. Negen dagen later zal het minimum op dezelfde plaats dalen tot −0,3 °C.
- 21 juni: Vorst in Virton: minimumtemperatuur:−0,6 °C.
- 18 juli: In Ukkel een windstoten tot van 133 km/h.
- 12 augustus: 57 mm neerslag op de Baraque Michel (Jalhay) en 85 mm in Gouvy.
- 10 oktober: Lage waarde in Ukkel: 971 hPa (luchtdruk, herleid tot zeeniveau).
- 16 november: 79 mm neerslag in Membre (Vresse-sur-Semois).
- 25 december: Witte Kerst. 17 cm sneeuw in Ukkel.

Bron: KMI Gegevens Ukkel 1901-2003  met aanvullingen